# Most (Tschechien)
Most (deutsch Brüx) ist eine Stadt an der Bílina (Biela) im Ústecký kraj in Tschechien. Die kulturhistorisch wertvolle Altstadt wurde infolge des Braunkohlenbergbaus in den Jahren 1967 bis 1982 abgerissen. Die heutige Stadt wurde einige Kilometer südlich neu aufgebaut.

## Geographie
Im Zuge der Sanierung von Flächen nach dem Kohleabbau entstanden mehrere künstliche Seen. Der größte von ihnen ist der Mostsee, der in den Jahren 2008 bis 2011 auf einer Fläche von 311 ha angelegt wurde.
Der zweite nennenswerte, etwas kleinere See im Zentrum von Most ist der Matylda-See. Sie werden vorwiegend für Sport- und Erholungszwecke genutzt. Er wurde im Jahr 1992 angelegt und hat eine Fläche von 38,7 ha.

### Stadtgliederung
Die Stadt Most besteht aus acht Ortsteilen mit 61 Grundsiedlungseinheiten. Das Stadtgebiet gliedert sich in 18 Katastralbezirke.
Ortsteile und Katastralbezirke
- Čepirohy; Kataster: Slatinice u Mostu (Deutsch Zlatnik), Čepirohy (Tschöppern) und teilweise Hořany (Hareth)
- Komořany; Kataster: Dřínov u Komořan (Bartelsdorf), Ervěnice (Seestadtl), Komořany u Mostu (Kommern) und Třebušice (Triebschitz)
- Most; Kataster: Most II und teilweise Hořany (Hareth)
- Rudolice; Kataster: Rudolice nad Bílinou (Rudelsdorf a.d. Biela)
- Souš; Kataster: Souš (Tschausch) und teilweise Hořany (Hareth)
- Starý Most (früher Kopisty); Kataster: Most I, Konobrže (Kummerpursch), Kopisty (Kopist), Pařidla (Paredl) und Střimice (Strimitz)
- Velebudice; Kataster: Skyřice (Skyritz) und Velebudice (Welbuditz)
- Vtelno; Kataster: Vtelno (Wteln)

Grundsiedlungseinheiten sind Autodrom, Benedikt, Čepirohy, Čepirohy-západ, Čepirožská výšina-jih, Dopravní podnik, Dostihové závodiště-východ, Dostihové závodiště-západ, Dřínov, Ervěnice, Fibichova, Hořany, Keřový vrch, Komořany, Konobrže, Kopistská výsypka-východ, Kopistská výsypka-západ, Kopisty, Koridor, Lajsník, Lesopark Hrabák, Liščí vrch, Most-pod nemocnicí, Na Novém světě, Na Ovčíně, Na sadech, Nad nádražím, Nákladové nádraží, Nemocnice, Obránců míru, Opletalova, Pařidla, Pod Šibeníkem, Pod Širokým vrchem, Podžatecká-jih, Podžatecká-sever, Průmyslový obvod Bylany, Ressl-východ, Ressl-západ, Rudolice, Sídliště Chanov, Skřivánčí vrch, Skyřice, Slatinice, Souš, Starý Most, Střed, Střimice, Šibeník, Široký vrch, Třebušice, U hřbitova, U kostela, U koupaliště, U muzea, U stadiónu, Velebudice, Vrch Hněvín, Vtelno, Výsluní und Zahražany.

## Geschichte

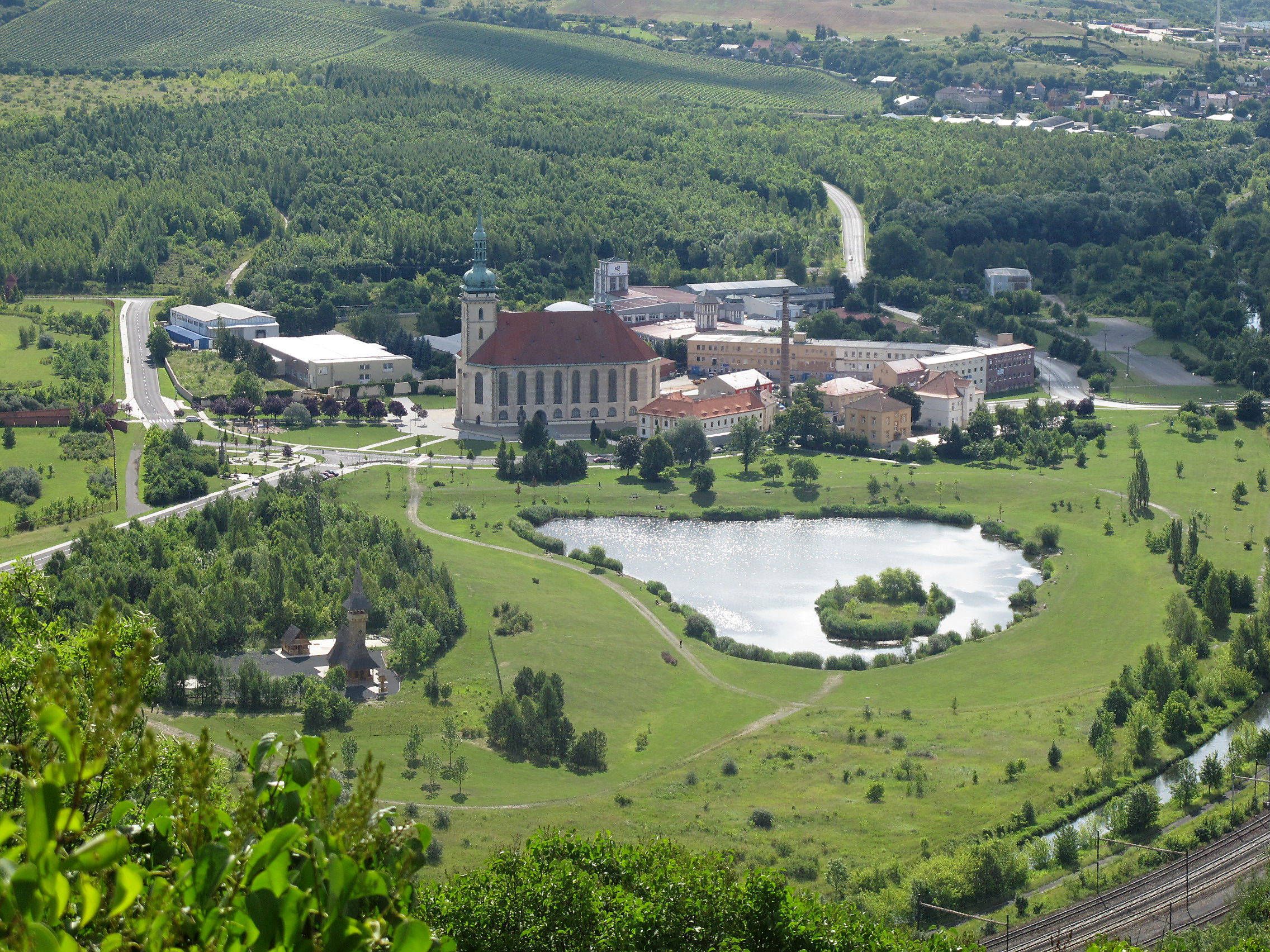
Blick vom Schlossberg auf die Dekanatskirche Mariä Himmelfahrt

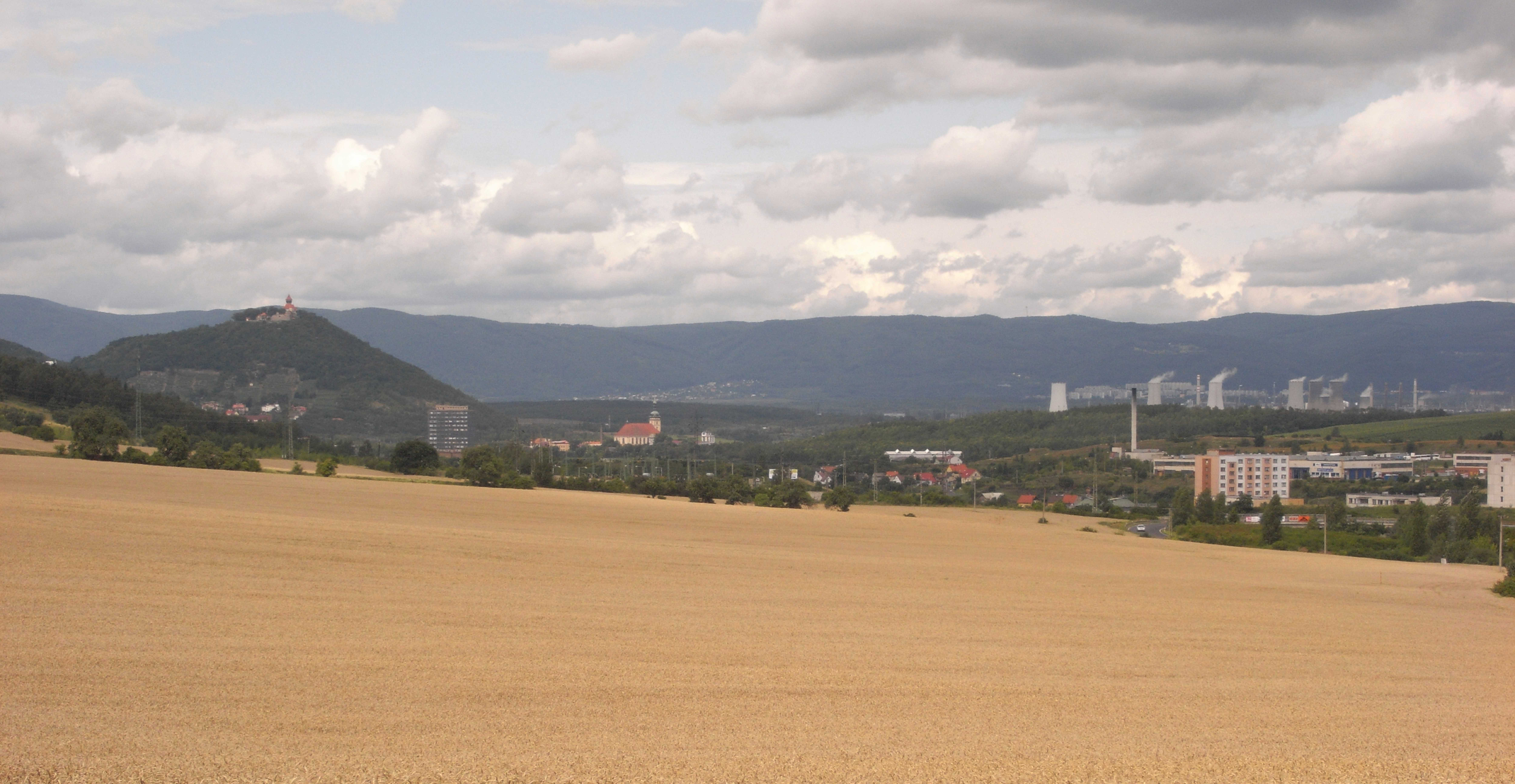
Most vom Süden gesehen, im Hintergrund das Erzgebirge

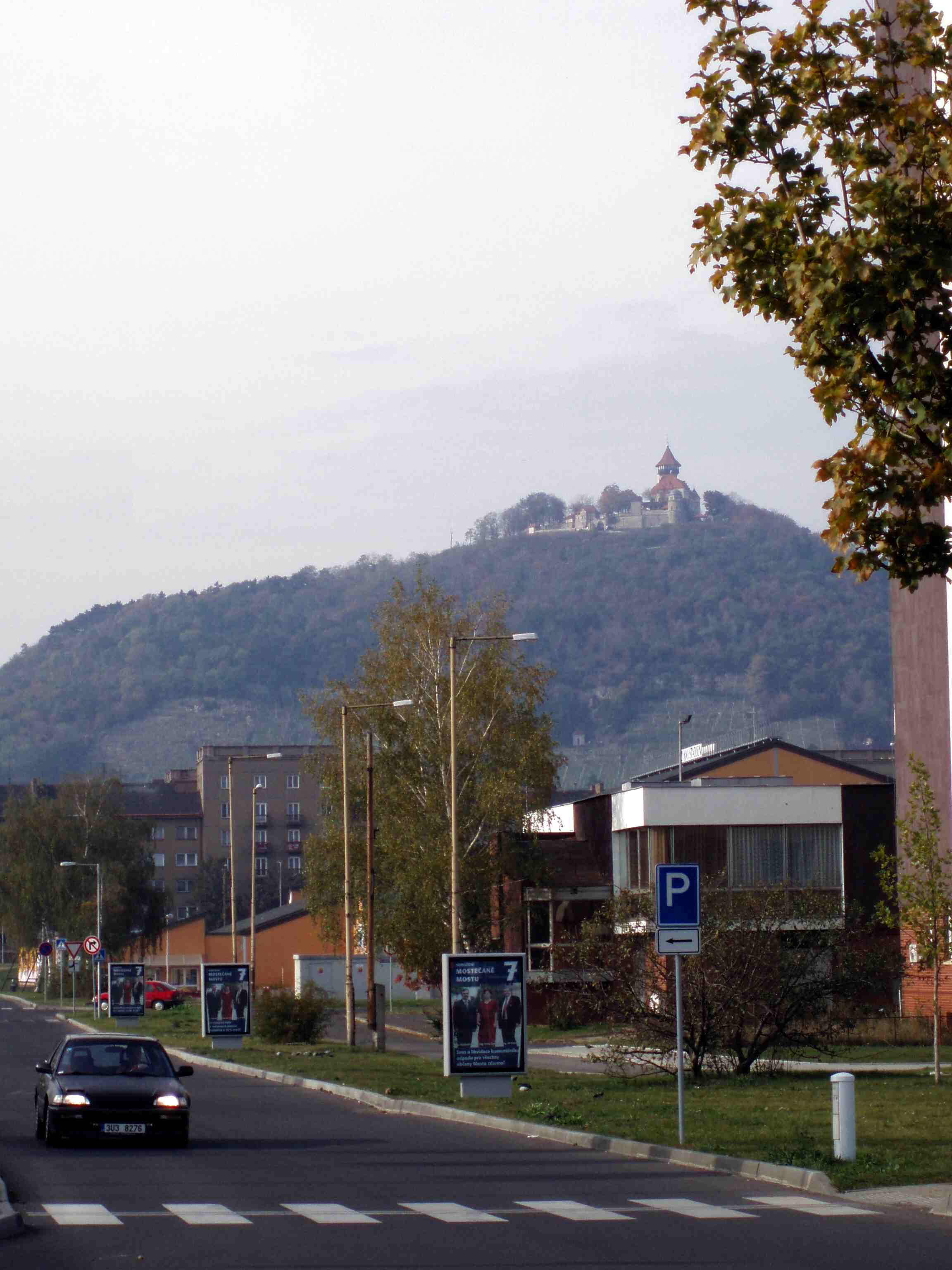
Blick zum Schlossberg

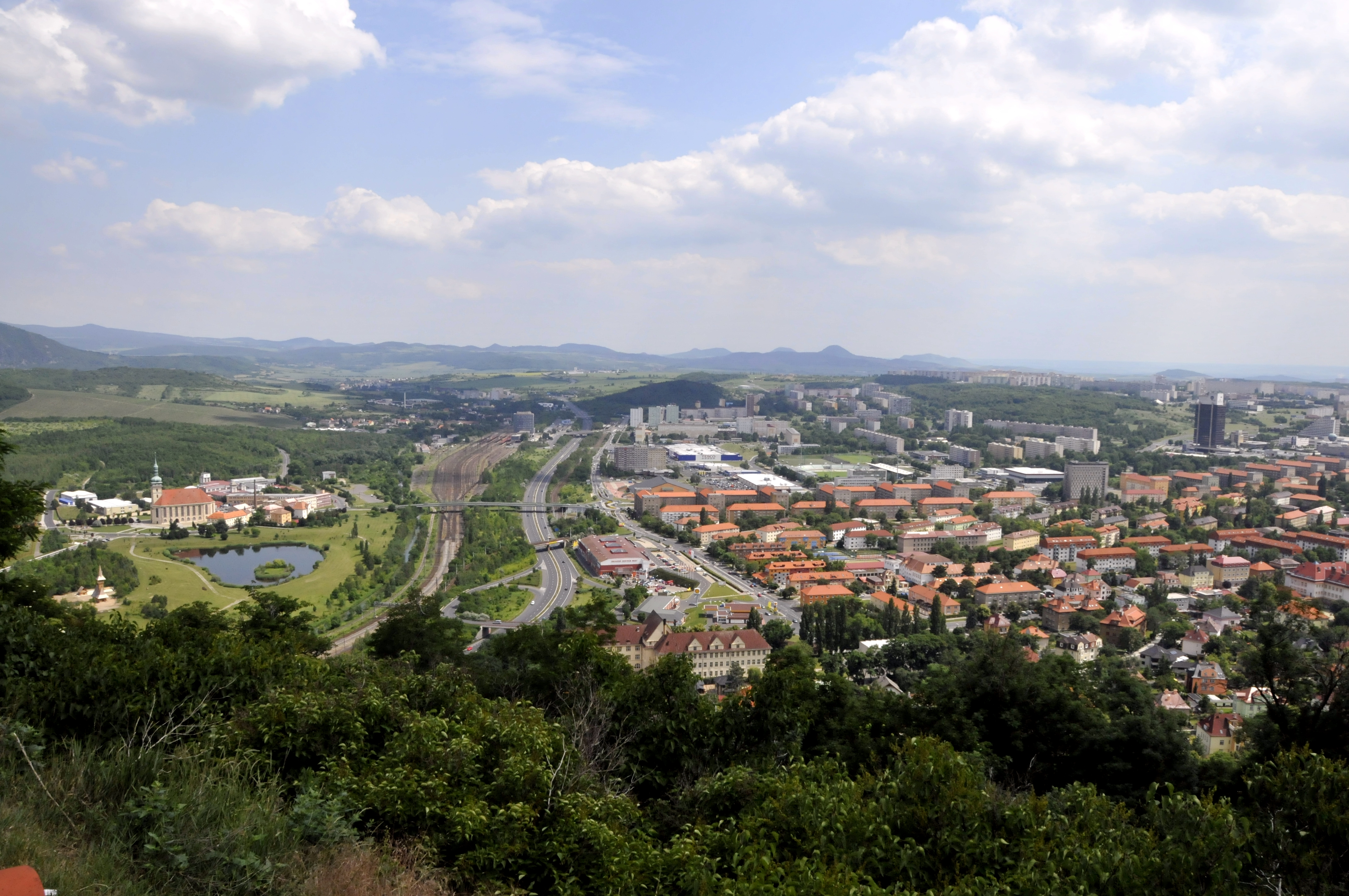
Blick vom Schlossberg nach Südost: links die Kirchen St. Valentin und Mariä Himmelfahrt, links neben der 4-spurigen Straße die Bahnlinie mit dem Hauptbahnhof, rechts neben Tesco das Fußballstadion mit dem anschließenden Flachbau der Sporthalle, im Vordergrund das Museum, rechts daneben (verdeckt) das Restaurant Schwejk

Das tschechische Wort Most bedeutet „Brücke“, besagt also dasselbe wie der deutsche Name. Die Stadt Brüx entstand im Zusammenhang mit dem Landesausbau im südlichen Erzgebirgsvorland und im Erzgebirge am Ende des 12. und zu Beginn des 13. Jahrhunderts. Der Landesausbau war ein Teil der mittelalterlichen Deutschen Ostsiedlung. Die Stadt wurde vermutlich in den 1220er-Jahren durch das Geschlecht der Hrabischitz, mit Unterstützung durch das Kloster der Kreuzherren vom Prager Zderaz, angelegt. Eine von der älteren Forschung und auch heute noch vermutete hölzerne Brücke, über die angeblich bereits Ibrahim ibn Jakub Ende des 10. Jahrhunderts nach Prag gezogen sei und von der die Stadt ihren Namen haben soll, gilt nach archäologischen Forschungen inzwischen als Legende.
Kojata von Brüx, der letzte Nachkomme der Familie der Hrabischitz, hinterließ im Jahr 1227 sein ganzes Vermögen dem Kloster der Zderazer Kreuzherren. Wahrscheinlich im Jahr 1229 und spätestens 1238 ging die Stadt in den Besitz der Přemysliden über. Aus den 1230er bis 1250er Jahren stammen auch die ältesten archäologischen Funde aus den Grabungen im alten Stadtkern. Das älteste Stadtsiegel stammt aus dem Jahr 1257. Brüx war eine reiche mittelalterliche Königsstadt mit allen Rechten, welche der Stadt von Ottokar II. Přemysl, Johann von Luxemburg und Karl IV. erteilt worden waren. Am Ende des 14. Jahrhunderts wurden entlang der Stadt Weinberge angelegt. Infolge der Neubesiedlung waren die meisten Einwohner Deutsche.
In den Hussitenkriegen (1419–1434) war Brüx ein Zentrum der Katholiken. In den Jahren von 1455 bis 1515 gab es mehrere Großbrände in der Stadt. Während der raschen Stadterneuerung begann im Jahr 1517 der Schweinfurter Meister Jacob Haylmann mit dem Bau der Dekanatskirche. Ein neues Rathaus im Renaissancestil wurde ebenfalls gebaut. Im Jahr 1571 saß Heinrich von Maltitz auf Brüx und erwarb damals Herrschaft und Schloss Hoyerswerda in der Oberlausitz. Im Verlauf des Dreißigjährigen Krieges wurde die Stadt mehrmals von schwedischen Truppen erobert. Im Jahr 1646 wurde die Burg auf dem Schlossberg Burg Hněvín (Landeswarte) erobert. Dies gelang den Eroberern durch eine Kriegslist.
Nach dem Dreißigjährigen Krieg verlor die Stadt ihre wirtschaftliche und politische Bedeutung. In der zweiten Hälfte des 19. Jahrhunderts, während der Industrialisierung Deutschlands, veränderten Kohlebergbau und Industrie den Charakter der Stadt (Zuckerfabrik, Porzellanfabrik, Stahlwerk, Brauerei). Das Stadtmuseum wurde gegründet. Im Jahr 1870 erhielt Brüx durch die k.k. priv. Aussig-Teplitzer Eisenbahn (ATE) den ersten Eisenbahnanschluss. Besonders für den expandierenden Kohlebergbau wurden viele Arbeiter überwiegend tschechischer Nationalität nach Brüx verpflichtet. Um 1930 hatte die siebzig Jahre zuvor noch rein deutsche Stadt eine knappe tschechische Mehrheit.
Bei der Schwimmsandkatastrophe von Brüx in der Nacht vom 19. zum 20. Juli 1895 (21:15 bis 06:00 Uhr) senkte sich im nördlichen Stadtteil der Boden teils erheblich. Davon waren Wohnhäuser, Straßen und der damalige Bahnhof mit dramatischen Auswirkungen betroffen. Der abgeglittene Treibsand floss in Abbaukammern der Grube Annahilfsbau und weiter in die Streckenvorstöße dieses Bergwerks.
Fast 2500 Menschen wurden obdachlos, drei Bewohner starben. 25 Häuser versanken, 13 weitere Gebäude erlitten erhebliche Beschädigungen. Ähnliche Einbrüche ereigneten sich hier in den Jahren 1896 und 1897. Als Ursache gilt eine besondere geologische Lagerstättensituation der Region, die durch den Kohlebergbau wirksam werden konnte.
1898 fand in Brüx die „Nordwestböhmische Ausstellung für Industrie und Gewerbe“ statt.
Im Jahr 1900 wurde die Verbandmaterialfabrik RICO erbaut. Ab 1901 waren die Städte Brüx und Kopitz (Kopisty) bis nach Johnsdorf (Janov u Litvínova) durch eine Überlandstraßenbahn verbunden. 1911 wurde das damals modernste Theatergebäude in Österreich-Ungarn eröffnet. Die Trinkwasserversorgung der Stadt wurde von 1911 bis 1914 durch den Bau der Talsperre Brüx in Kreuzweg gelöst.
Nach dem Ersten Weltkrieg gehörte Brüx für einige Wochen zur Provinz Deutschböhmen. In keiner anderen Stadt Böhmens war der Widerstand gegen die tschechische Besetzung so groß wie hier. Ein erster Besetzungsversuch am 26. November 1918 durch schwache tschechische Truppen wurde von der Brüxer Volkswehr ohne Kampf abgewiesen. Am 27. November 1918 griff tschechisches Militär in Bataillonsstärke die Stadt von Nordosten her an. Nach stundenlangen Straßenkämpfen musste die weit unterlegene Volkswehr am späten Nachmittag kapitulieren. Die letzten Deutschen ergaben sich erst am 28. November, nachdem angedroht worden war, die Stadt mit Artillerie zu beschießen. Auf deutscher Seite gab es sechs Tote und mehrere Verletzte. Die Zahl der tschechischen Opfer ist unbekannt. Auch in Brüx wurde am 4. März 1919 für das Selbstbestimmungsrecht der Völker und gegen die tschechische Besetzung demonstriert. Anders als im nahe gelegenen Kaaden wurde die Demonstration in Brüx nicht zerschlagen.
Brüx wurde bis zur Weltwirtschaftskrise 1929 rasch ausgebaut. Wegen der schlechten Wirtschaftslage wanderten zu Beginn der 1930er Jahre viele Einwohner nach Nordamerika oder Australien aus.
Nach dem Münchner Abkommen lag Brüx ab Oktober 1938 auf deutschem Staatsgebiet. Brüx wurde Sitz des Landkreises Brüx im Reichsgau Sudetenland. Zum 1. April 1941 wurden die benachbarte Stadt Kopitz und die Gemeinden Rudelsdorf an der Biela, Strimitz und Tschausch in die Stadt Brüx eingemeindet.
Die Synagoge wurde bei den Novemberpogromen 1938 niedergebrannt.
In Brüx hatte die Sudetenländische Bergbau AG (SUBAG) ihren Sitz, die Teil des Staatskonzernes Reichswerke Hermann Göring war. Bei Maltheuern entstand ab 1939 ein Hydrierwerk, um durch Kohleverflüssigung Benzin sowie Diesel- und Heizöl herzustellen. Die bis 1943 voll ausgebauten Anlagen hatten eine Jahreskapazität von 600.000 Tonnen synthetischer Kraftstoffe (vorwiegend Flugbenzin) und waren daher im Luftkrieg des Zweiten Weltkriegs ein häufiges Ziel schwerer Angriffe, die ab 1944 in dem Gebiet erhebliche Zerstörungen verursachten. Dabei kamen viele Einwohner sowie mehrere hundert Zwangsarbeiter ums Leben.
Vom 1. September 1944 bis 7. Oktober 1944 existierte ein Außenlager des KZ Flossenbürg, dessen 1000 Häftlinge Zwangsarbeit für die SUBAG verrichten mussten.
Nach dem Zweiten Weltkrieg wurde die Mehrheit der deutschsprachigen Bevölkerung vertrieben. Ihr Vermögen wurde durch das Beneš-Dekret 108 konfisziert und die katholischen Kirchen von Brüx nach dem Februarumsturz 1948 enteignet. Die neu angesiedelten Bewohner kamen teilweise aus Mittelböhmen und der Slowakei, die als „Repatrianten“ und Roma bezeichnet wurden. In den 1950er-Jahren wurden neue Siedlungen errichtet.
Im Jahr 1964 fasste die tschechoslowakische Regierung den Beschluss zum Abriss der Altstadt, um die unter Stadt lagernde Braunkohle gewinnen zu können. Von 1967 bis 1982 wurde die Stadt nach und nach vollständig abgerissen. Einen Teil der Abbrucharbeiten übernahm ein Filmteam von Metro-Goldwyn-Mayer für die Produktion des Spielfilms Die Brücke von Remagen. Den Kampf um die Innenstadt von Remagen drehte das Filmteam in Most. Filmtechniker sprengten während der Dreharbeiten ganze Straßenzüge, während dazu die „Filmsoldaten“ Krieg spielten.
Auf bergbaufreiem Gebiet entstand als Ersatz eine neue, „moderne“ Stadt. Der Bahnhof wurde auf der Flur von Rudolice nad Bílinou neu gebaut. Die Verkehrswege nach Westen wurden in einem „Korridor“ am südlichen Rand der abgerissenen Altstadt am Fuß des Hněvín (Burgberg) trassiert.
Vor allem unter Motorsportbegeisterten ist das Autodrom Most ein Begriff. Die Veranstaltungen auf dieser Rennstrecke waren zu Zeiten des Eisernen Vorhangs auch ein sehr beliebter Treffpunkt der Motorsportfreunde aus der DDR. Das in der neuen Stadt entstandene Stadttheater ist ein moderner Bau, der zum Wahrzeichen Mosts wurde.
Gegenüber dem Hněvín wurde in den Jahren 2010 bis 2011 die orthodoxe Kirche des hl. Valentin errichtet; die Holzkirche wurde am 29. Oktober 2017 durch den Herbststurm Herwart zerstört, der den 23 m hohen Kirchturm abriss.

## Bevölkerung
Ursprünglich war Brüx überwiegend von Deutschböhmen besiedelt, die nach 1945 mehrheitlich vertrieben wurden. Mit dem Braunkohlebergbau zogen immer mehr tschechischsprachige Bürger in die Stadt, die 1938 eine (knappe) Mehrheit bildeten.
Bevölkerungsentwicklung bis 1945
| Jahr | Einwohner | Anmerkungen                                                                     |
| ---- | --------- | ------------------------------------------------------------------------------- |
| 1830 | 02.749    | in 437 Häusern                                                                  |
| 1845 | 03.130    | in 446 Häusern                                                                  |
| 1857 | 4.984     | am 31. Oktober                                                                  |
| 1900 | 21.516    | davon 4.164 (19 %) Tschechen                                                    |
| 1910 | 25.577    | davon 3.965 (15 %) Tschechen                                                    |
| 1921 | 27.239    | davon 17.014 (62 %) Deutsche                                                    |
| 1930 | 28.212    | davon 9.740 (35 %) Tschechen                                                    |
| 1939 | 22.422    | davon 1.880 Evangelische, 18.340 Katholiken, 269 sonstige Christen und 34 Juden |

Bevölkerungsentwicklung nach Ende des Zweiten Weltkriegs
(Stand: 31.12. des jeweiligen Jahres)
| Jahr | Einwohner |
| ---- | --------- |
| 1947 | 35.399    |
| 1950 | 35.276    |
| 1960 | 45.423    |
| 1970 | 54.391    |
| 1980 | 61.378    |

| Jahr | Einwohner |
| ---- | --------- |
| 1990 | 71.759    |
| 2000 | 69.588    |
| 2010 | 67.466    |
| 2020 | 65.341    |
| 2022 | 63.856    |

## Städtepartnerschaften
- Meppel, Niederlande
- Marienberg, Sachsen, Deutschland

## Sehenswürdigkeiten und Kultur
*

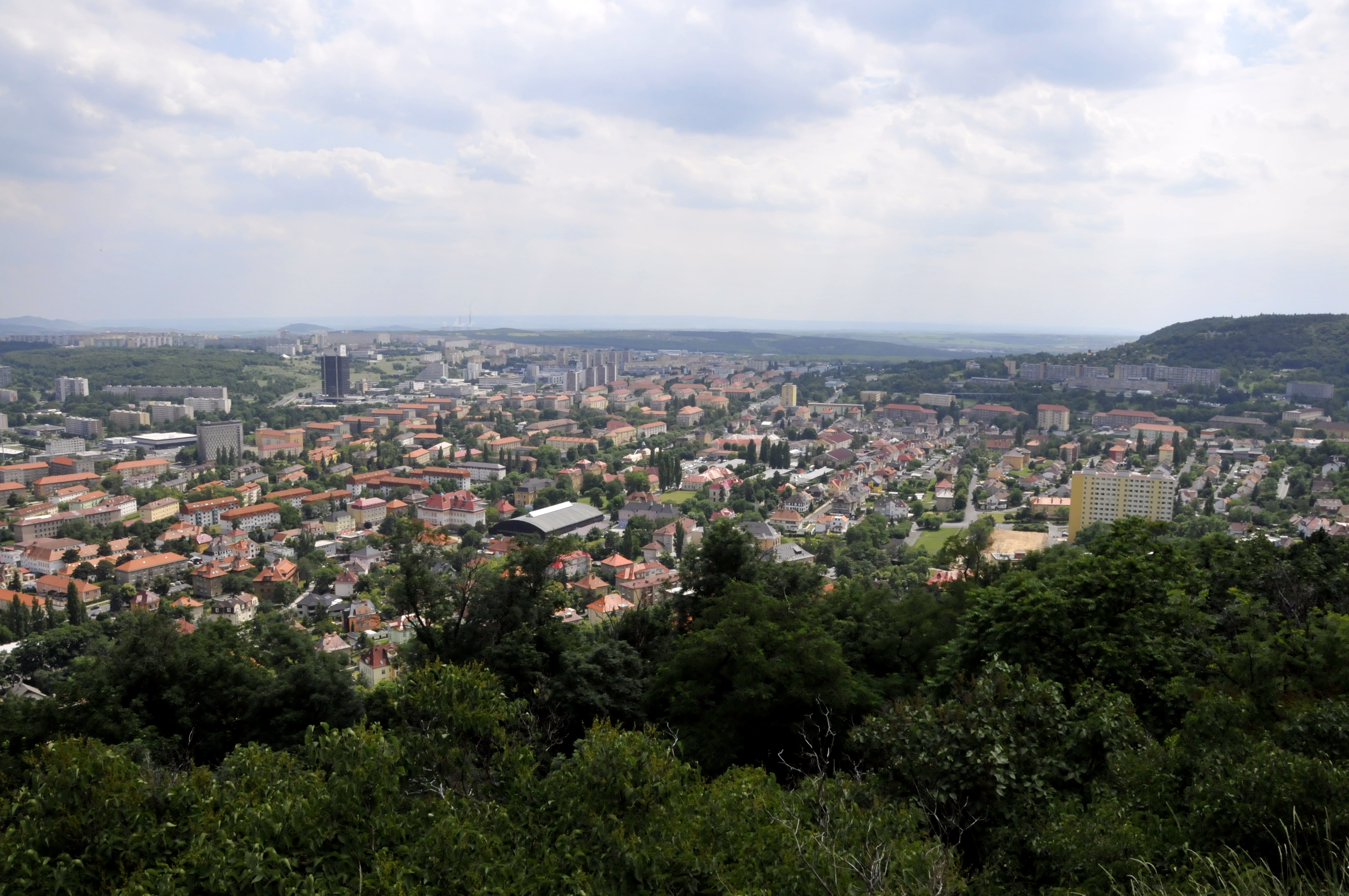
Blick vom Schlossberg nach Süden

→Siehe auch: Liste der denkmalgeschützten Objekte in Most
- Vom alten Brüx besteht heute nur noch die historisch wertvolle Dekanatskirche Mariä Himmelfahrt, die ehemalige Stadtpfarrkirche, die im Jahre 1975 in einer spektakulären Aktion und mit hohem Aufwand ohne ihre Fundamente auf einer bogenförmigen Schienenbahn um 841 m verschoben wurde. Dadurch weicht ihre Ausrichtung an ihrem neuen Standort von der ursprünglichen Lage um 90° ab.[26]
- Ehemalige Spitalkirche zum Hl. Geist aus dem 14. Jahrhundert.

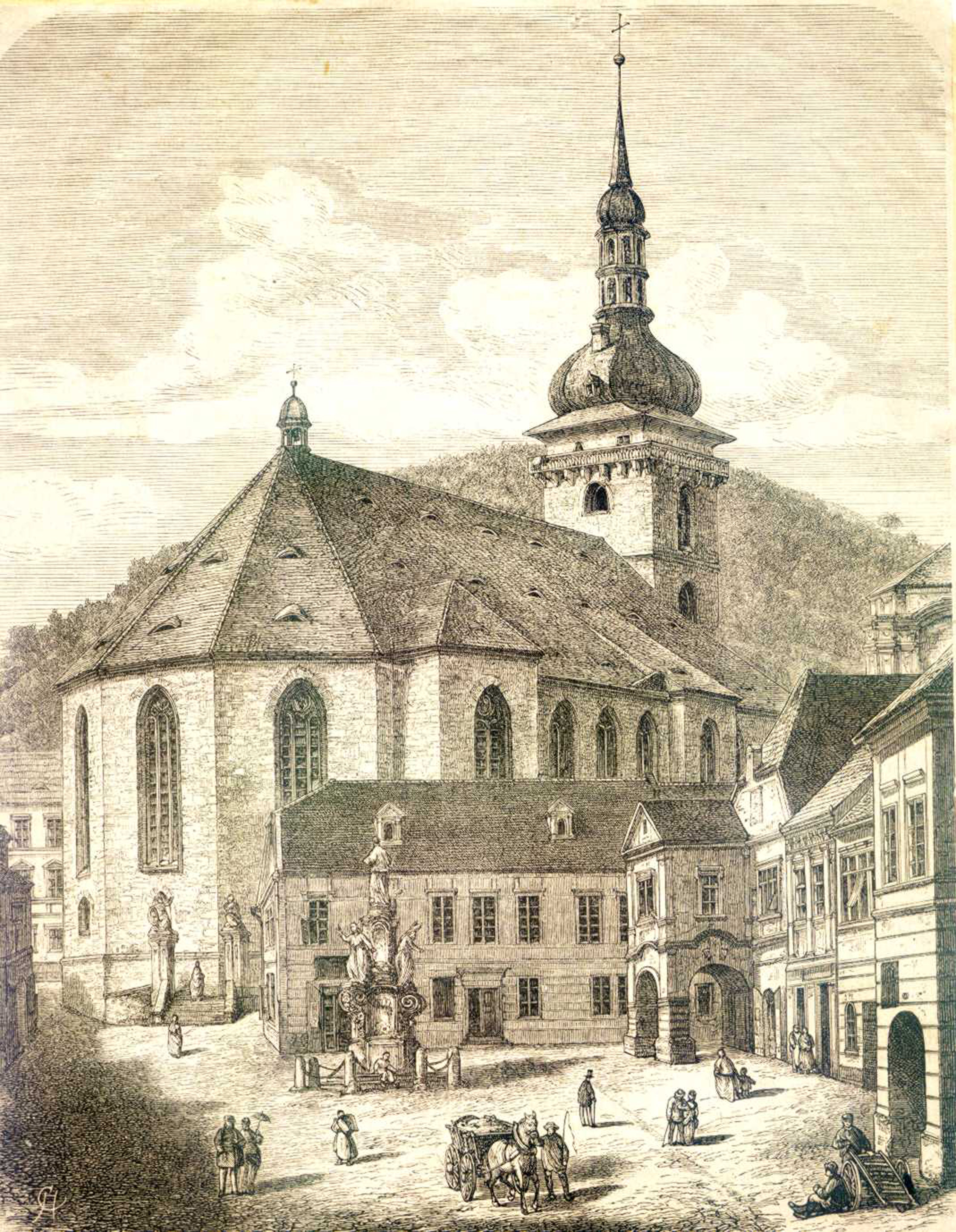
Kirche im alten Stadtzentrum
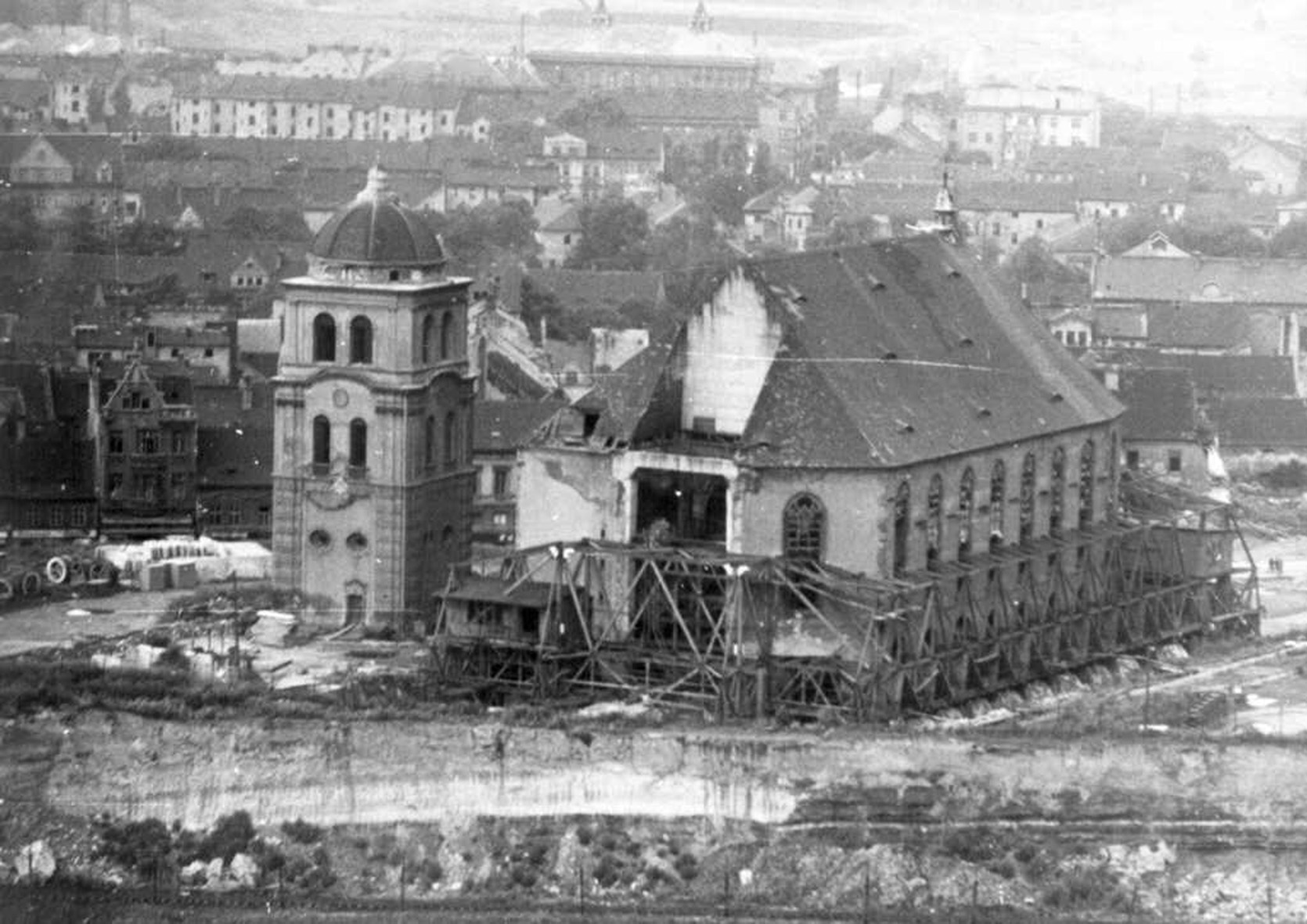
Vor der Verschiebung, der Westturm und der Glockenturm wurden abgerissen.
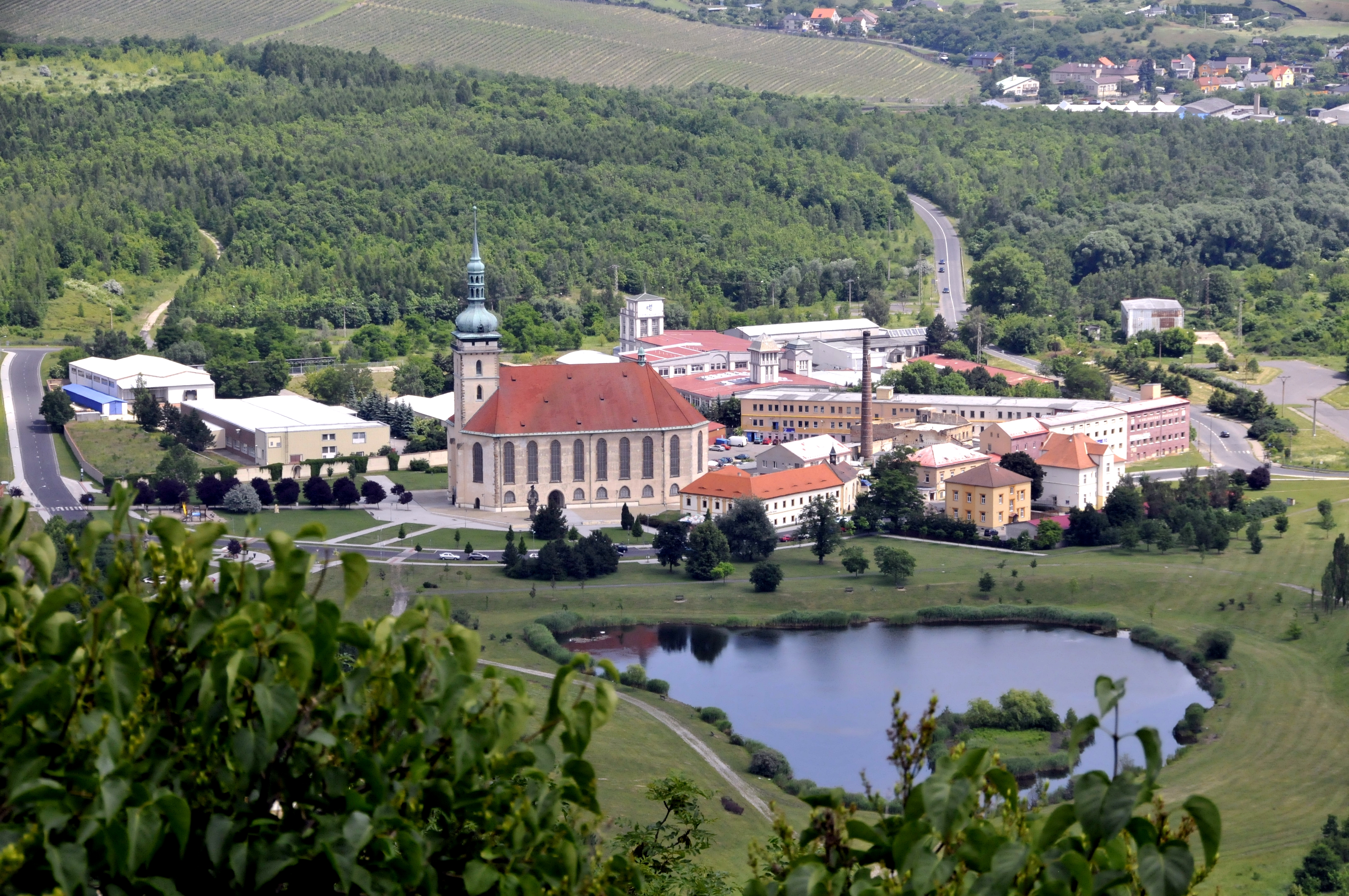
Blick vom Schlossberg auf Mariä Himmelfahrt (2011)
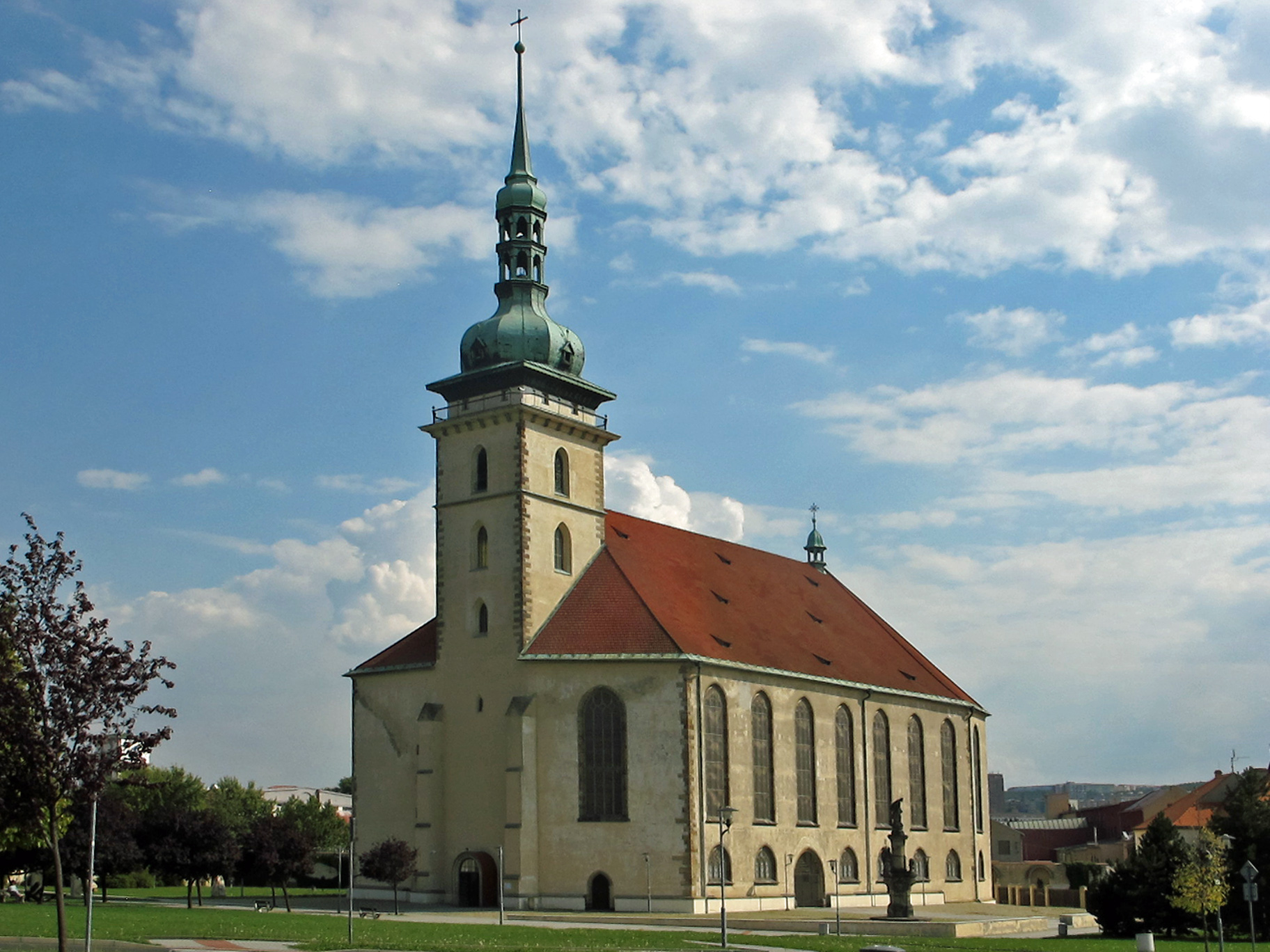
Mariä Himmelfahrt (2013)
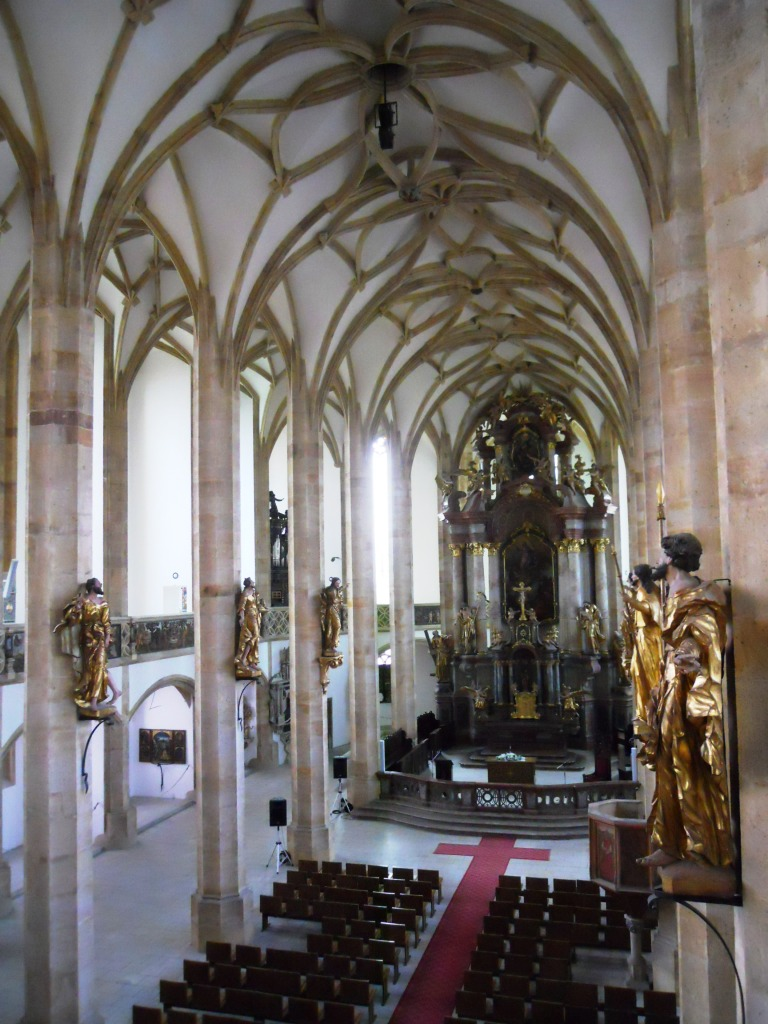
Innenansicht zum Hauptaltar
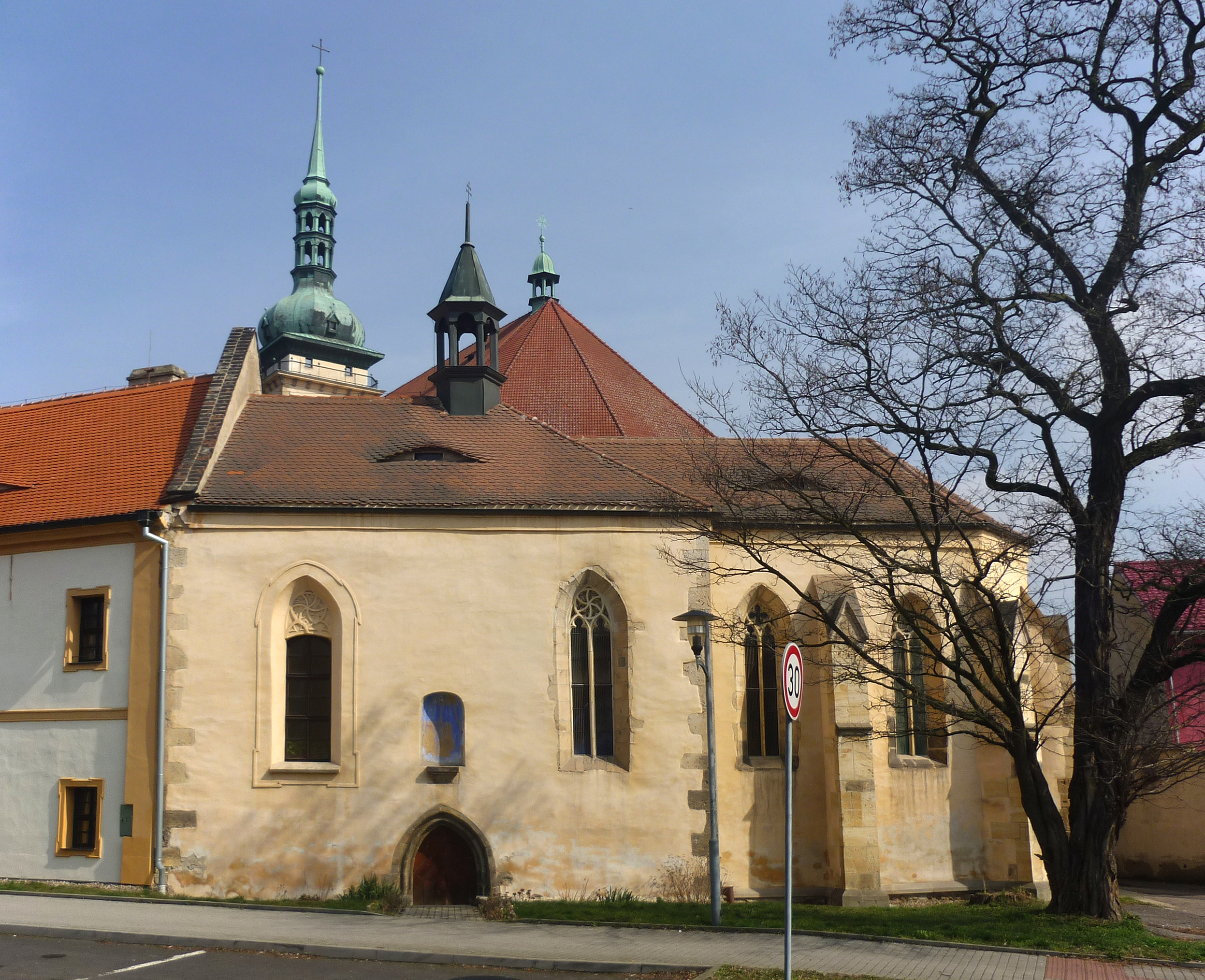
Ehemalige Spitalkirche Hl. Geist

Folgende Skulpturen wurden an der Marienkirche neu aufgestellt:
- Statue des böhmischen Landesheiligen Johannes Nepomuk mit den Statuen der Landespatrone hl. Wenzel und hl. Adalbert
- Barocke Skulpturengruppe des hl. Johannes Nepomuk mit den Statuen des hl. Karl Borromäus und der hl. Elisabeth (18. Jahrhundert), urspr. am See-Tor in Alt-Brüx
- Statuen der Sieben Tugenden und des hl. Franz von Assisi von Karl Waitzmann (1770), urspr. im Minoritenkloster in Alt-Brüx
- Pestsäule oder Martersäule

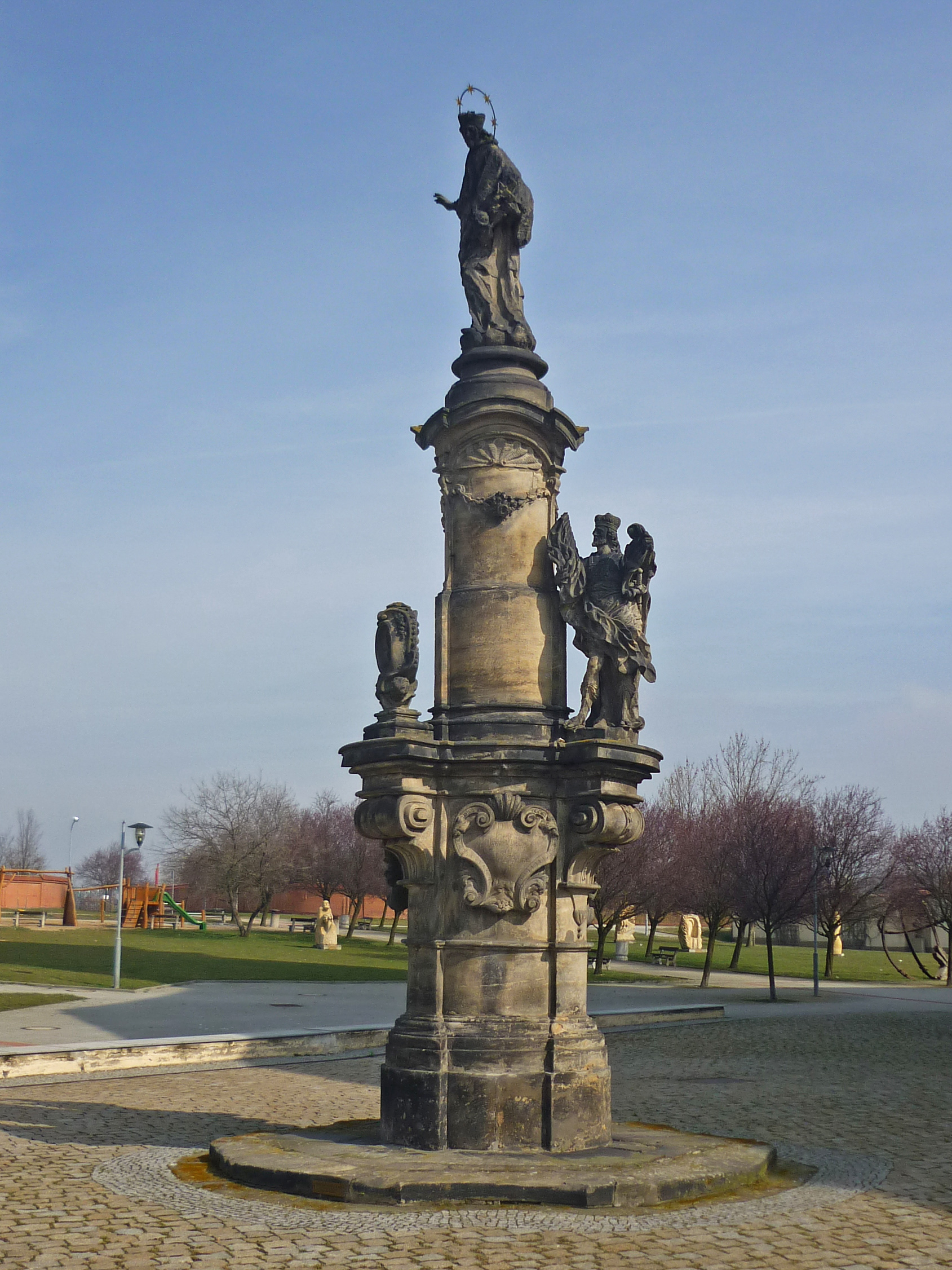
Statue des hl. Johannes von Nepomuk
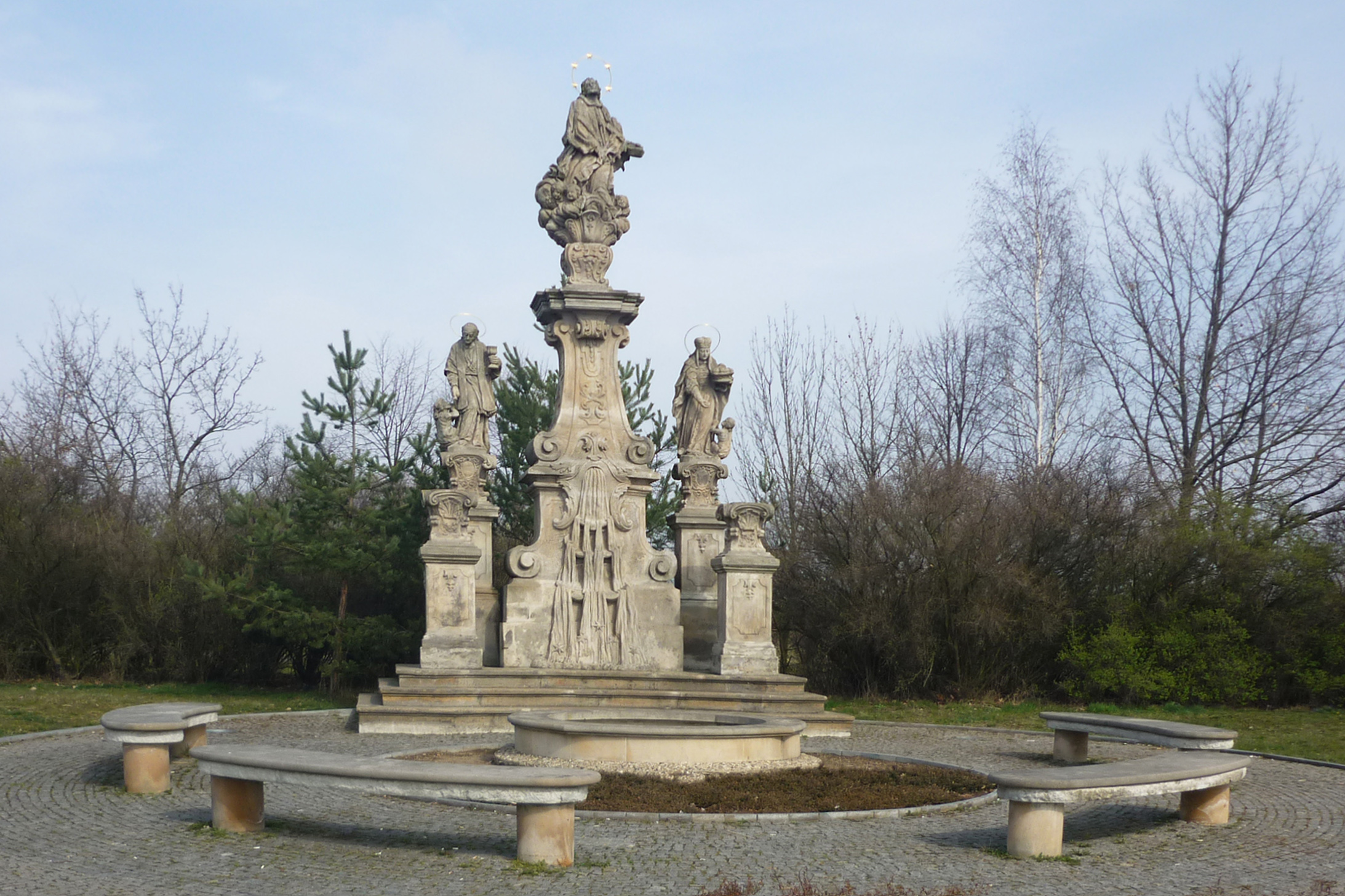
Skulpturengruppe des hl. Johannes von Nepomuk
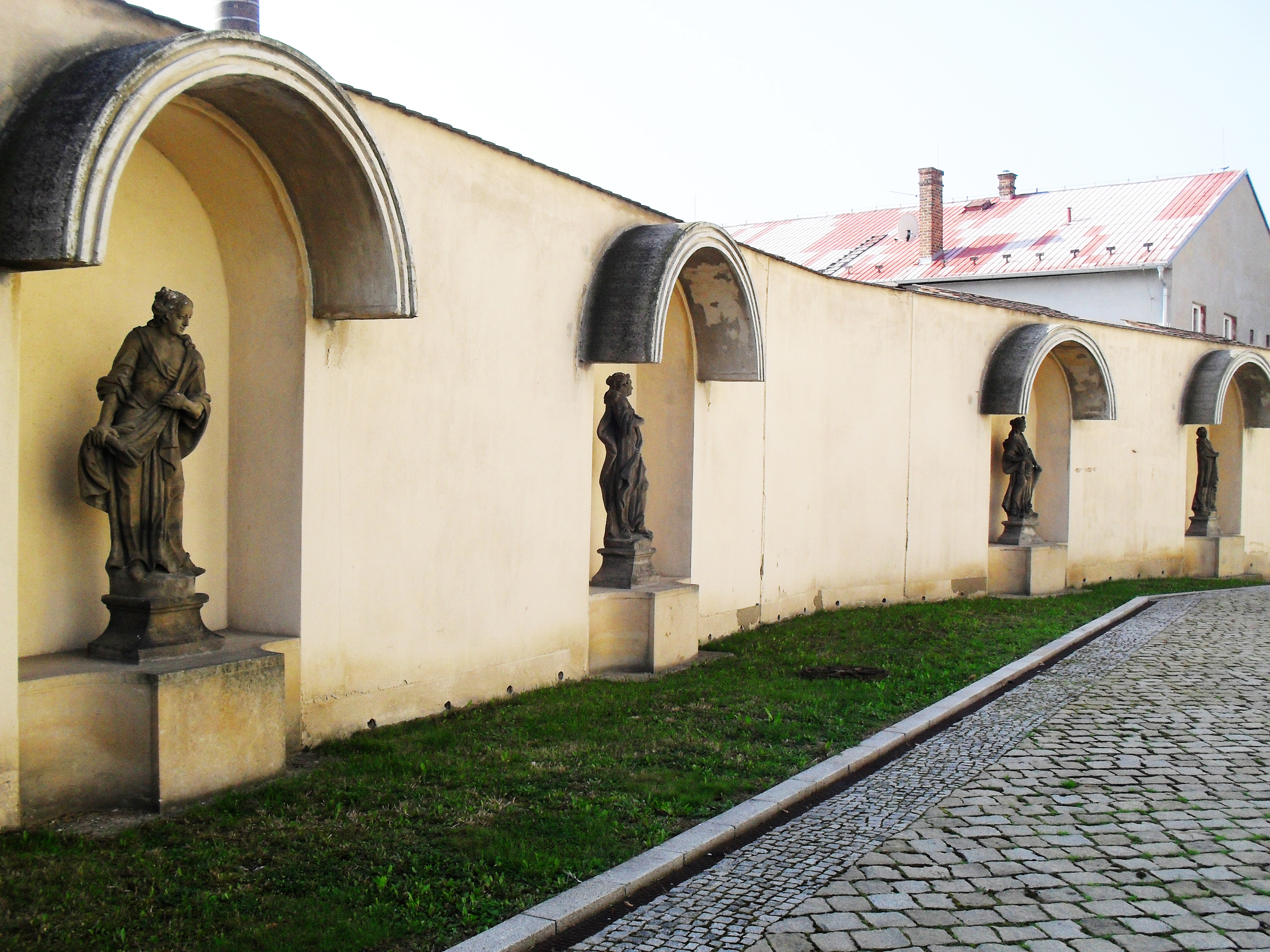
Statuen der sieben Tugenden und des hl. Franz von Assisi
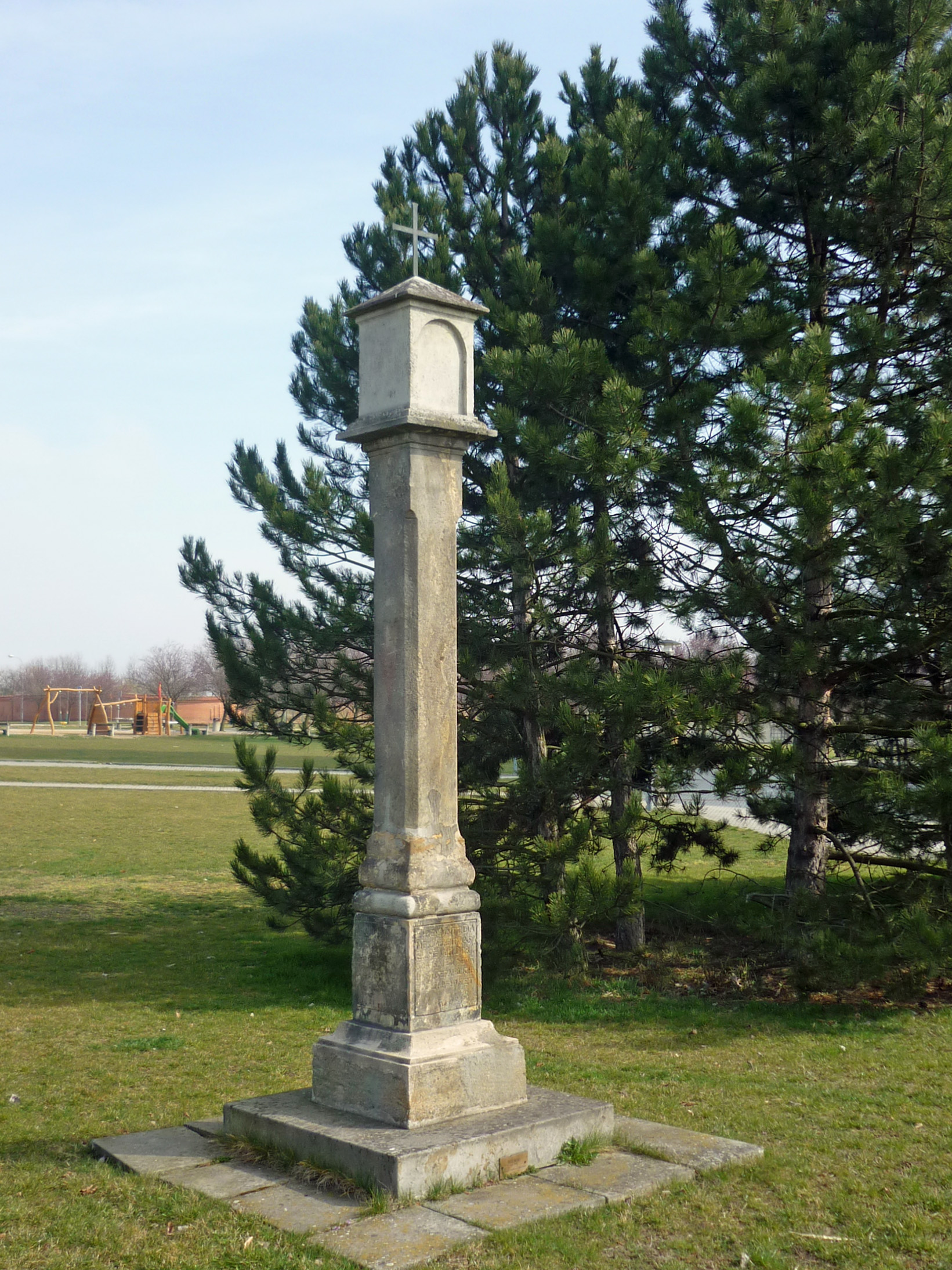
Pestsäule
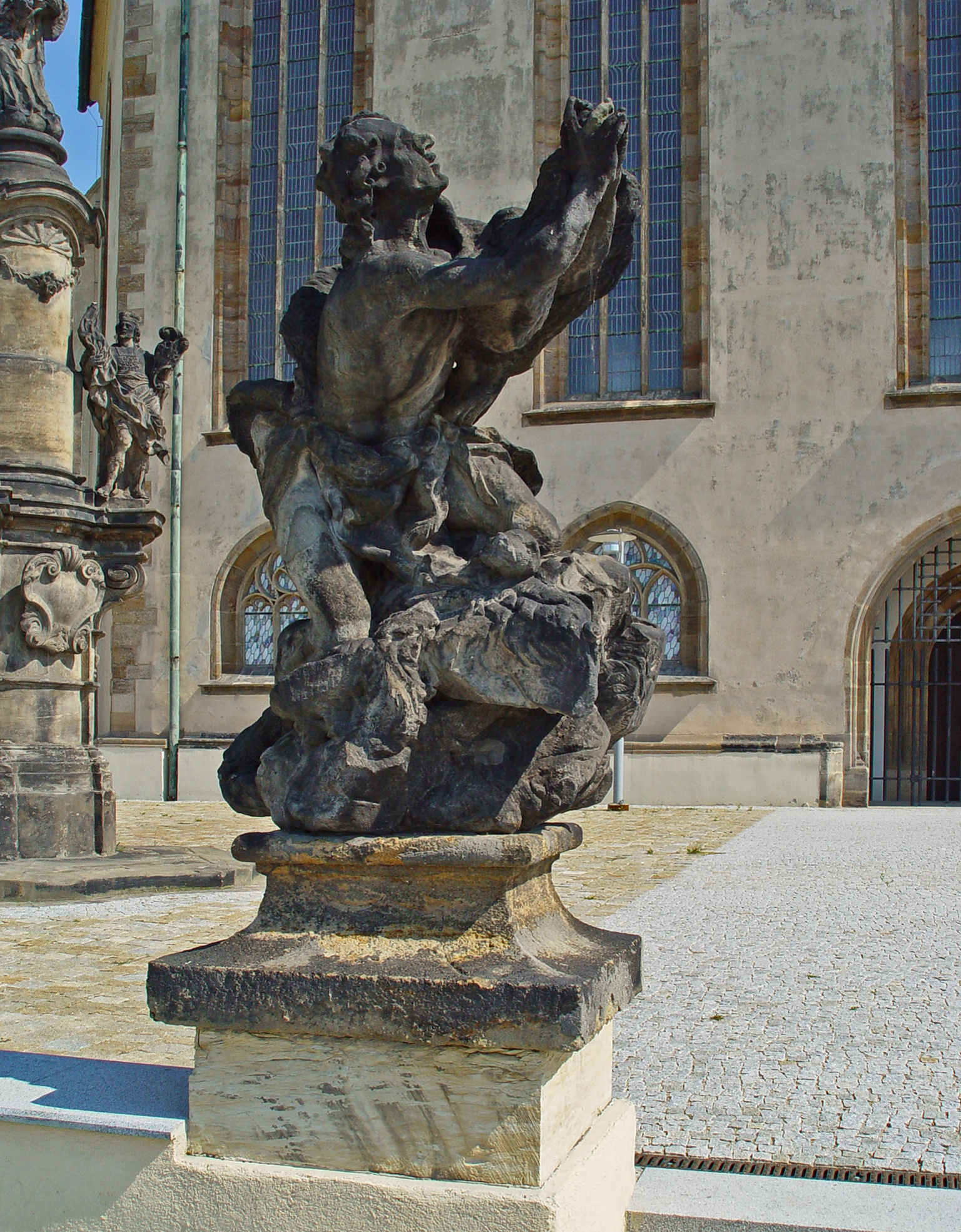
Barocke Sündenbüßer-Skulptur, jetzt in der Heiliggeistkirche

Folgende Skulpturen wurden in der Neustadt neu aufgestellt:
- Mariensäule mit den Statuen der Landespatrone
- Pestsäule der hl. Anna selbdritt von Peter von Toscana (1681), umgeben von den Statuen der Pestheiligen, der hl. Rosalie von Palermo, der hl. Agnes von Rom, des hl. Sebastian und des hl. Rochus zur Erinnerung an die Pest von 1680, ursprünglich auf dem I. Platz (Markt), jetzt am Theaterplatz am neuen Stadttheater
- Barocke Skulpturen der Vier Elemente von Johann Brokoff (1715), ursprünglich an der Rückseite des vormaligen Bürgermeisteramts, jetzt am neuen Magistratsgebäude

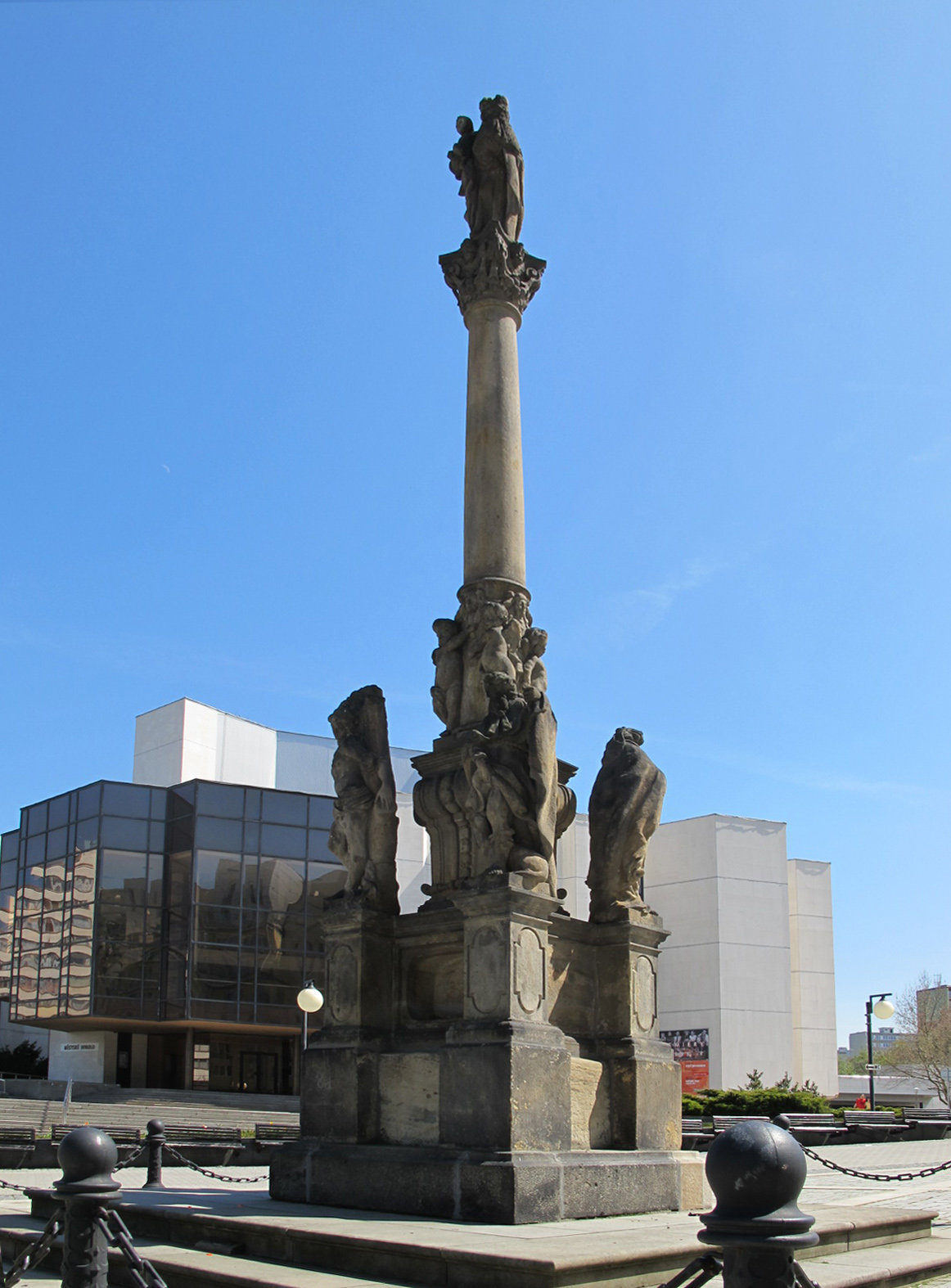
Pestsäule der hl. Anna selbdritt
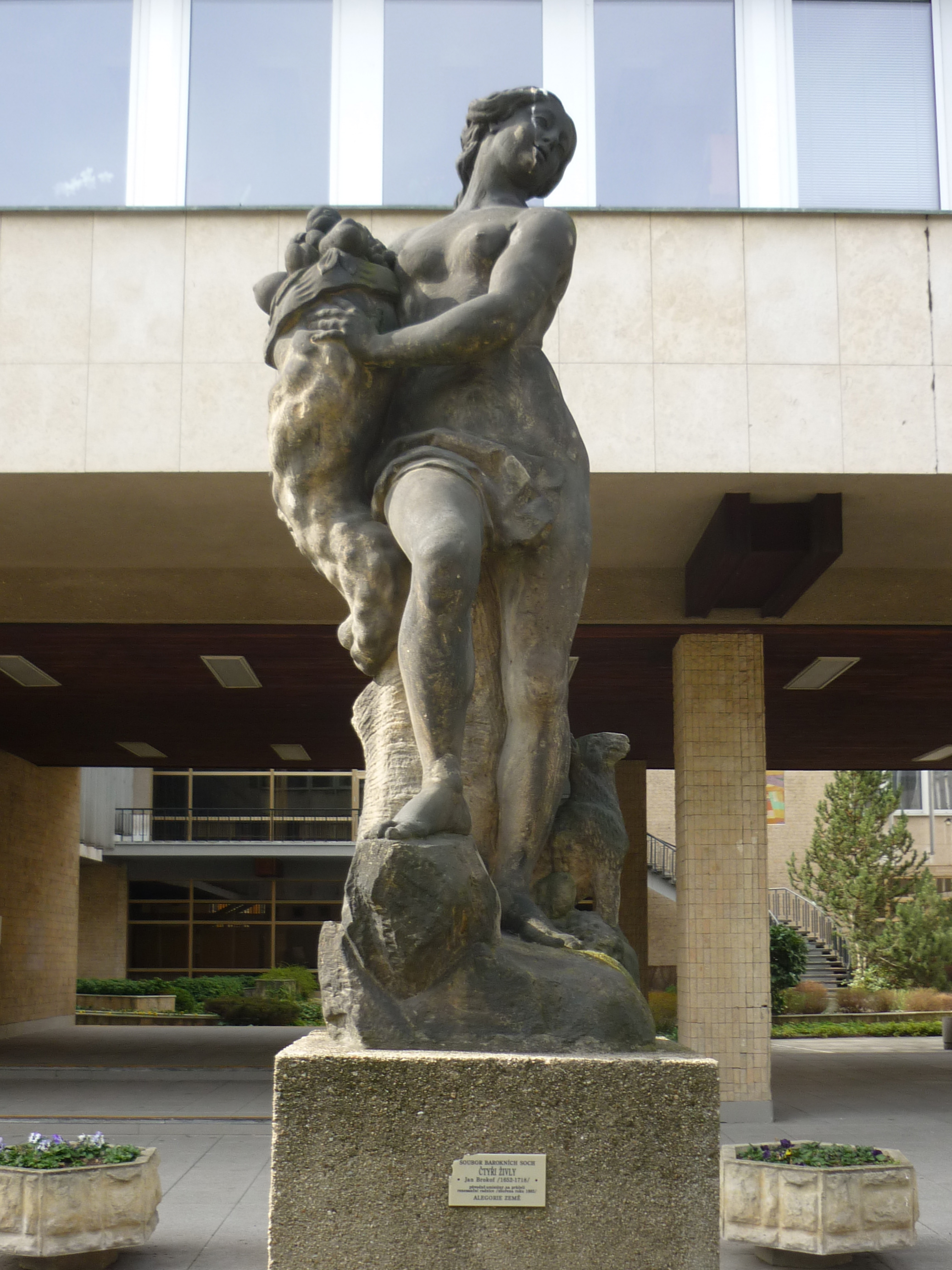
Vier Elemente–Erde
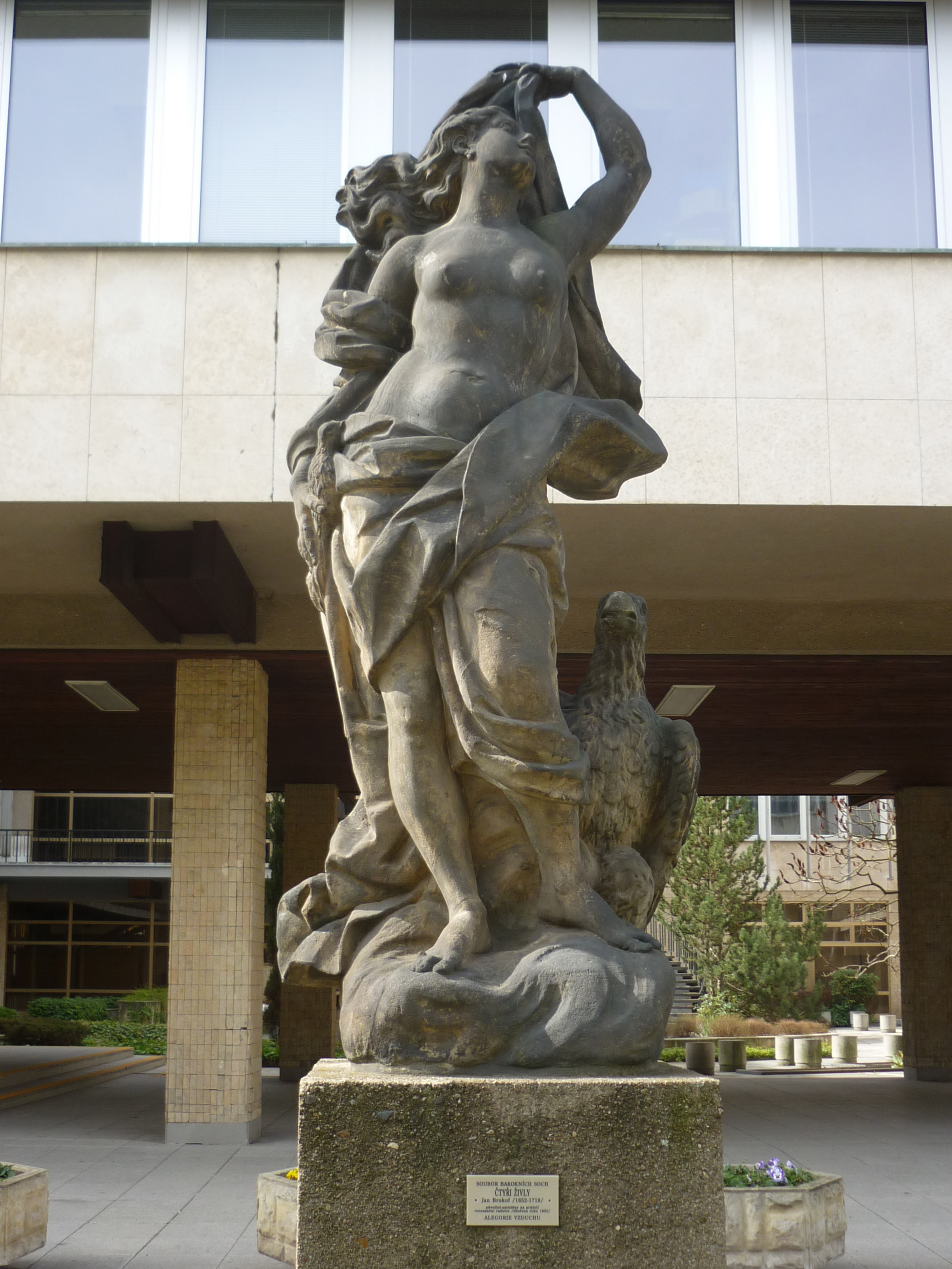
Vier Elemente–Luft
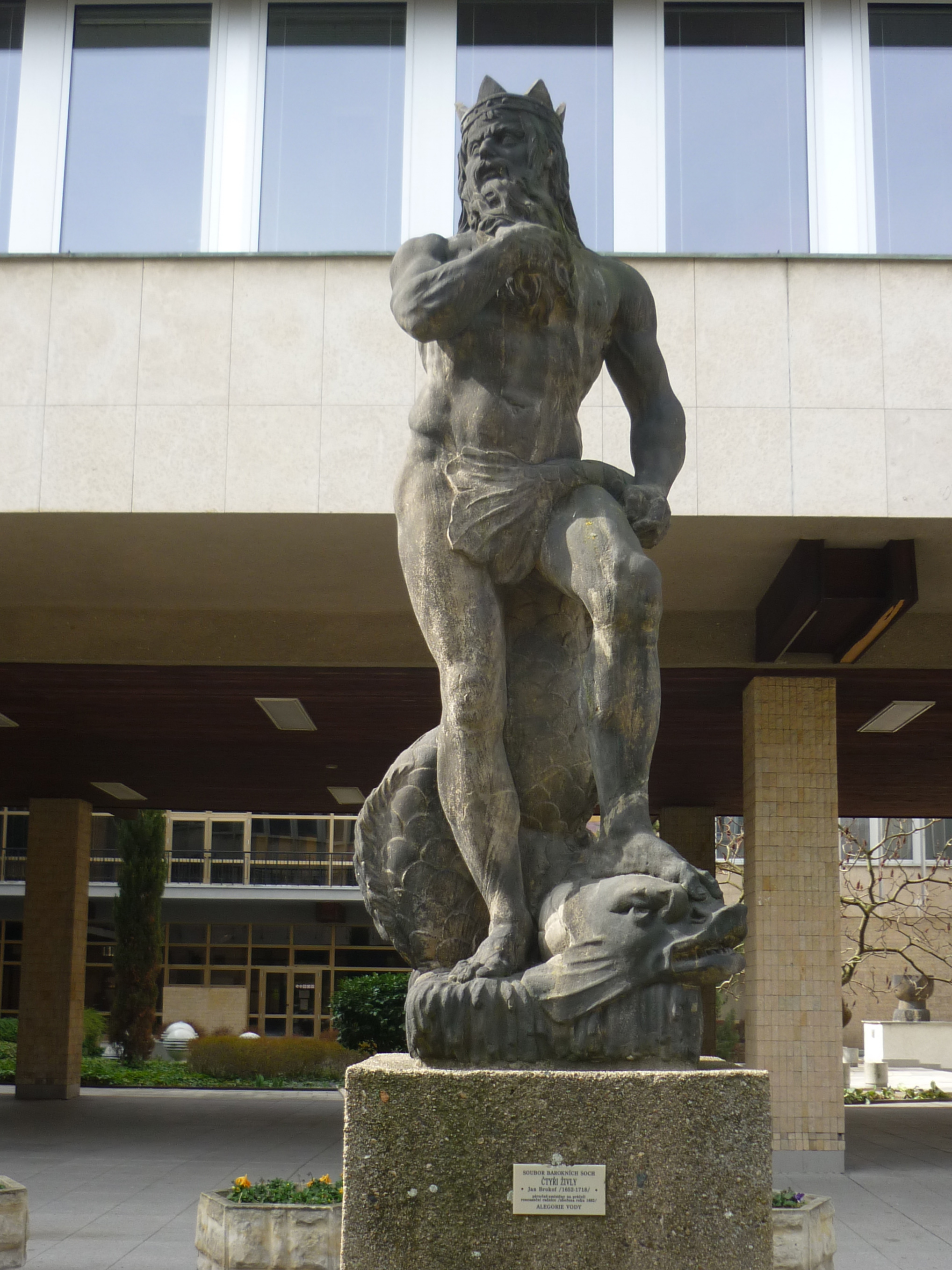
Vier Elemente–Wasser
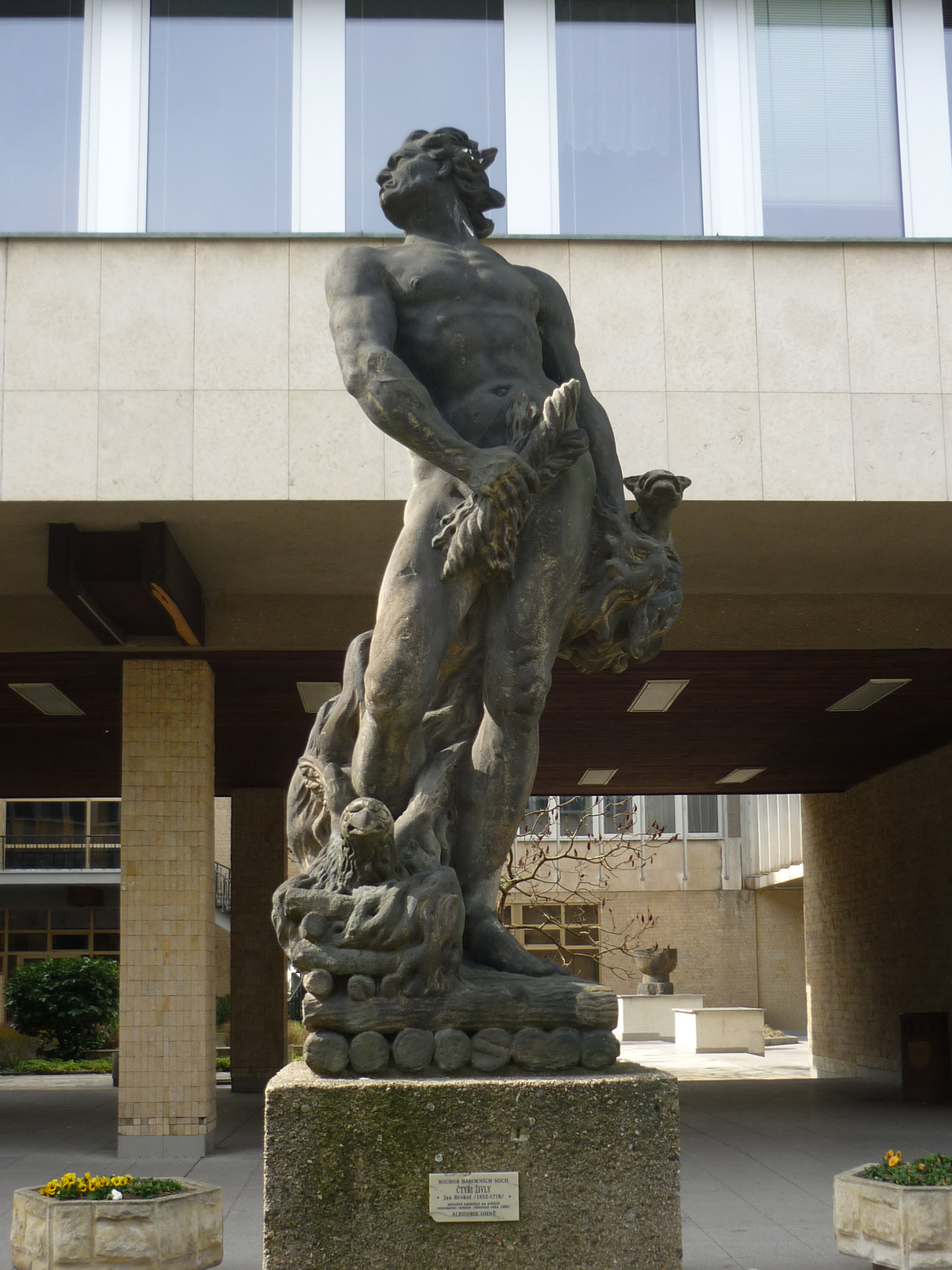
Vier Elemente–Feuer
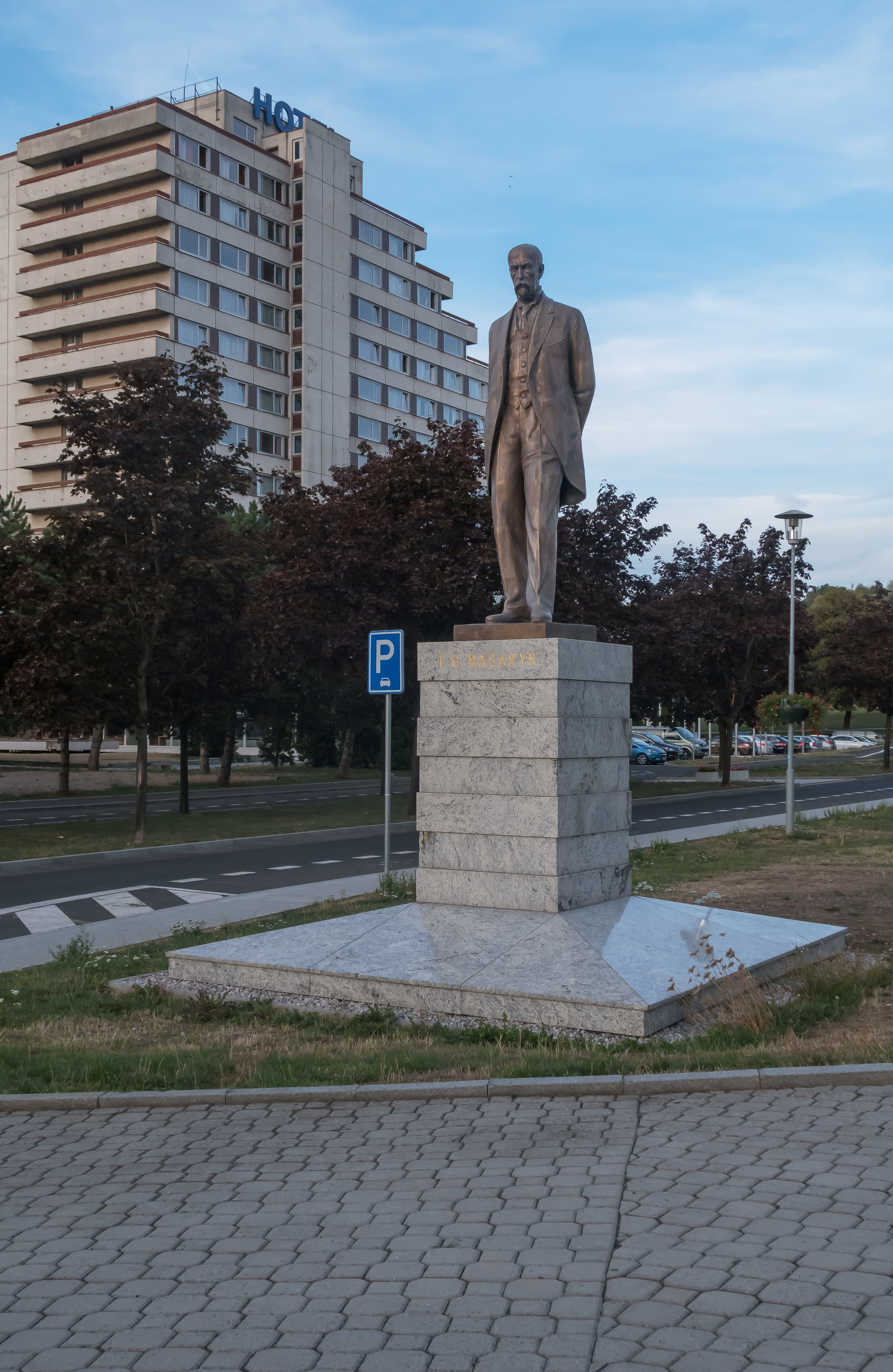
Statue Tomáš Masaryk

## Ehemalige Sehenswürdigkeiten von Alt-Brüx
Folgende ehemalige Baudenkmale wurden abgerissen:
- Stadthaus (Bürgermeisteramt), Kreisgericht und Pestsäule (Hl. Anna selbdritt) am I. Platz (Alter Markt – Vorderer Ring)
- Barockes Franziskanerkloster mit der Kirche des hl. Franziskus Seraphikus (Minoritenkirche) am II. Platz (Minoritenplatz, auch Holzmarkt bzw. Mittlerer Ring)
- Piaristenkirche (ehem. Magdalenerinnen-Klosterkirche) und Mariensäule am III. Platz (Gymnasiumsplatz, auch Neuer Markt bzw. Böhmischer Ring)
- Ursprünglich romanische, später barockisierte Wenzelkirche (Kreuzherrenorden) am Wenzelsplatz in der ehem. Vorstadt
- Glockenturm neben der Dekanatskirche Mariä Himmelfahrt
- Stadttheater am Smetanaplatz
- Städtische Handelsschule am Taschenbergplatz
- Spätgotische Annenkirche
- Kapuzinerkirche in der ehemaligen Seegasse
- Evangelische Kirche

## Theater und Museen
- Stadttheater, Divadelní 15
- Regionalmuseum, Čsl. armády 1360/35
- Kriegsmuseum Sudetenland, Čsl. armády 1856

## Wirtschaft und Infrastruktur

### Unternehmen
In der Gründerzeit entstanden hier zahlreiche Fabriken, von denen die meisten heute nicht mehr existieren:

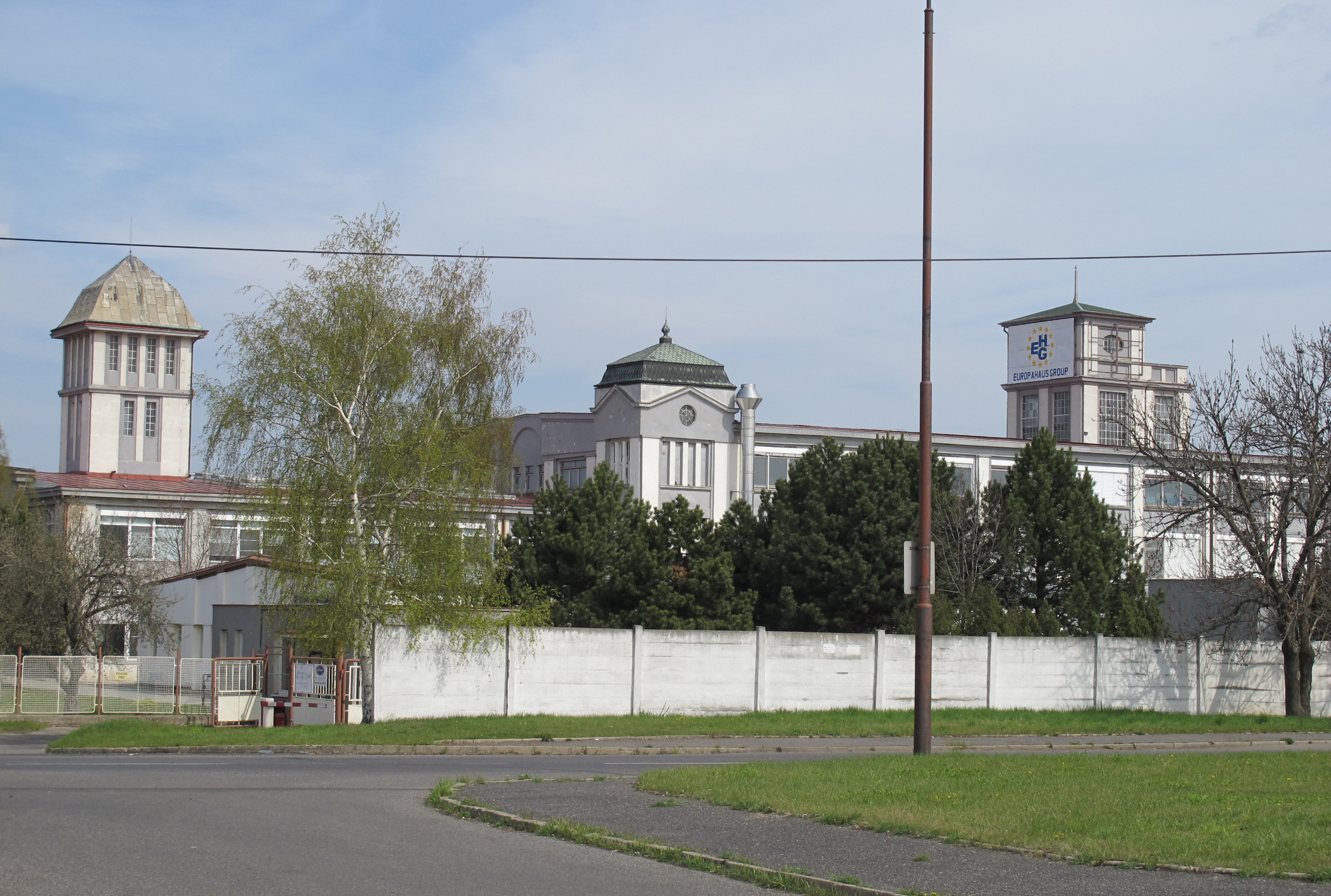
RICO-Werke in Most, Kostelní/Hřbitovní

- Sudetenländische Zucker-AG, Brüx, gegr. 1828
- Porzellan- und Steinzeugfabrik Carl Spitz (1882), Prager Str., Lage siehe (Lage)
- Erste Brüxer Maschinenfabrik AG, Brüx (1890)
- Rico-Werke (1900), Prager Str., jetzt Hartmann–RICO, Kostelní 658 (am Originalstandort), zur Hartmann Gruppe gehörend, Lage siehe (Lage)
- Brüxer Straßenbahn- und Elektrizitäts AG, Brüx (1900)
- Nordböhmische Kohlenwerks-AG, Brüx
- Brauerei (Braugemeinde Brüx), Saazer Str.
- Spiritus- und Pottaschefabrik, Komotauer Str.
- Glashütte in der ehem. Prager Vorstadt
- Stahlwerk in der ehem. Prager Vorstadt
- Porzellanmanufaktur in der ehem. Prager Vorstadt, Wtelner Weg
- Emailwerk „Sphinx“, Paredler Str.

Gegenwärtig konzentriert sich die Ansiedlung von Unternehmen im Industriegebiet „Joseph“, südwestlich der Stadt an der Fernstraße I/27.

### Verkehr

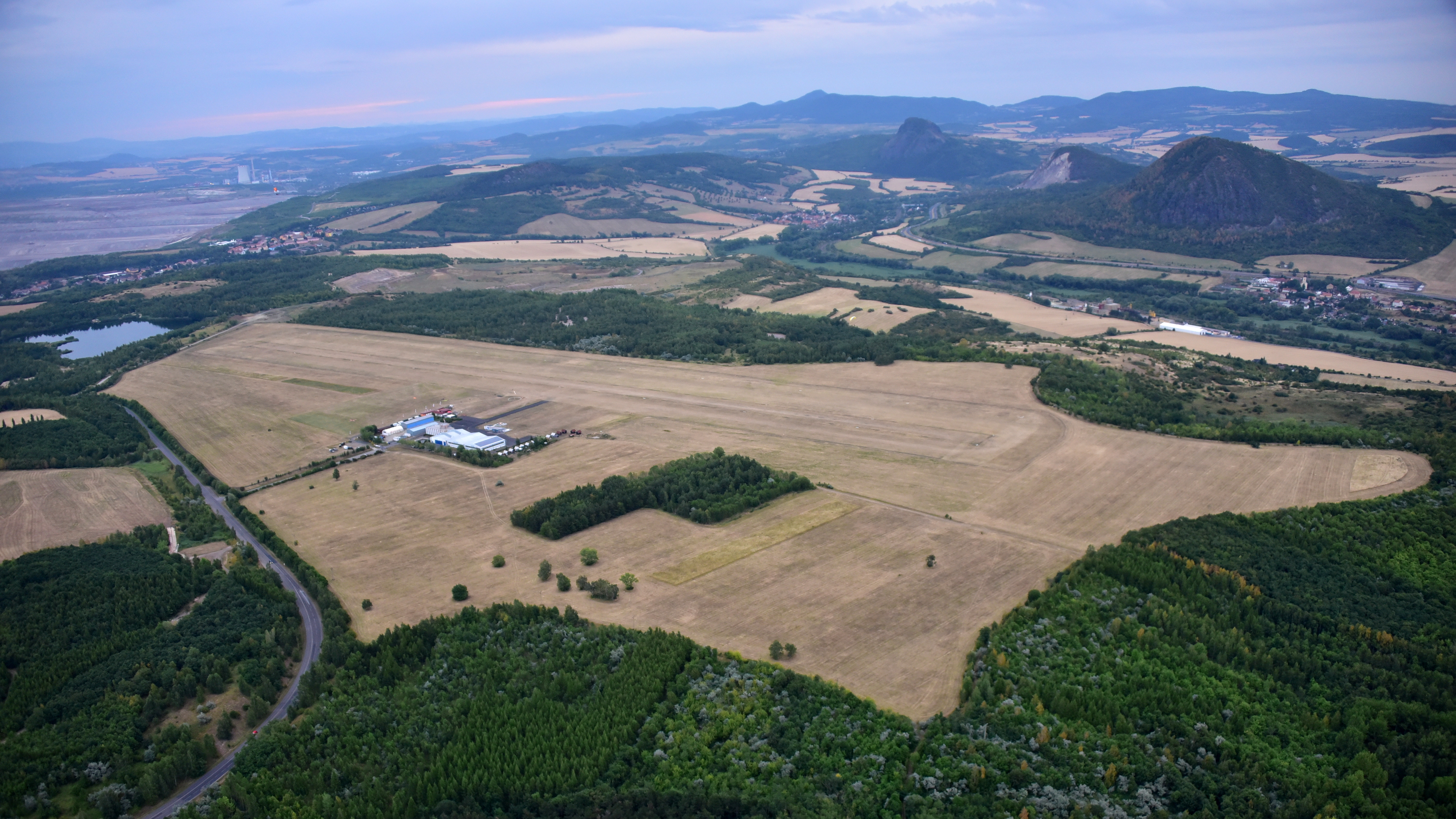
Flughafen Most, Luftaufnahme (2018)

Der „neue“ Bahnhof Most entstand bis 1978 anstelle der Haltestelle Rudolice nad Bílinou. Er liegt an der seinerzeit neu trassierten Bahnstrecke Ústí nad Labem–Chomutov. Abzweigende Strecken führen nach Prag, Pilsen und Moldava. Historisch gab es die Bahnhöfe Brüx ATE an der früheren k.k. priv. Aussig-Teplitzer Eisenbahn und Brüx PDE an der früheren k.k. priv. Prag-Duxer Eisenbahn.
Brüx hatte von 1901 bis 1961 eine meterspurige Straßenbahn, die mit einer Überlandlinie auch nach Oberleutensdorf und Jonsdorf führte. Seit 1951 gibt es die Schnellstraßenbahn Most–Litvínov. Ein 1946 auf gleicher Strecke eingerichteter Oberleitungsbusbetrieb wurde 1959 wieder aufgegeben. Daneben existieren mehrere Stadtbuslinien.
Most verfügt über einen Regionalflughafen.

### Sport
- HC Most, Eishockeyklub in der 1. Liga
- FK Baník Most, Fußballklub
- DHK Baník Most, Frauenhandballverein

Autodrom

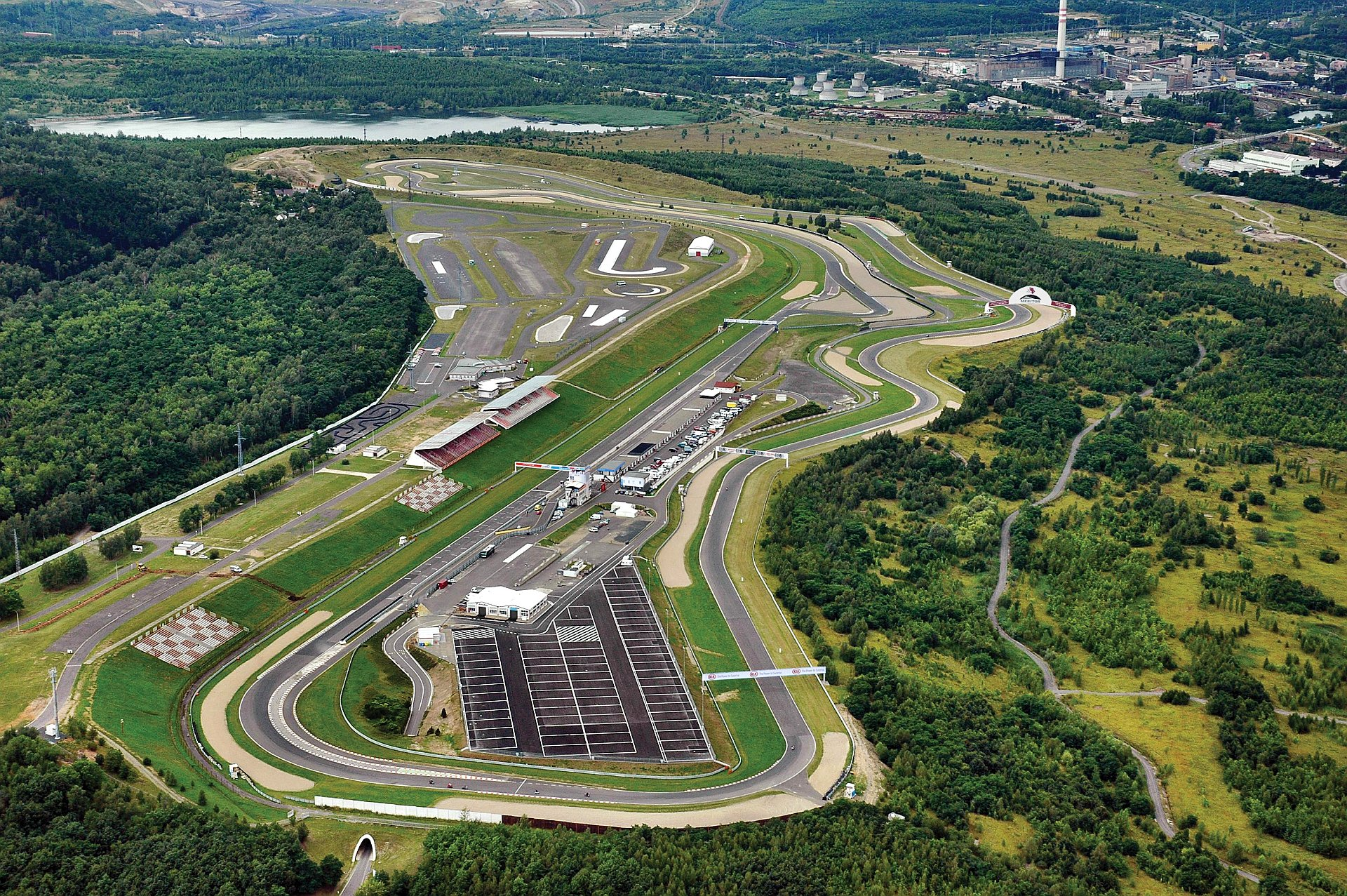
Autodrom Most aus der Vogelperspektive

Das Autodrom Most ist eine permanente Motorsport-Rennstrecke, die sich in unmittelbarer Nähe der Stadt Most befindet. Im Sommer 2016 feierte die für die Ausrichtung des „Czech Truck Prix“ berühmte Rennstrecke ihr 33-jähriges Jubiläum. Jährlich finden Läufe zur Truck-Racing-Europameisterschaft statt; seit 2021 gastiert auch die Superbike-Weltmeisterschaft auf der Rennstrecke.